# Dwa Teatry
Festiwal Teatru Polskiego Radia i Teatru Telewizji Polskiej „Dwa Teatry” – festiwal teatralny odbywający się raz w roku w Sopocie od 2001 do 2019, od 2021 do 2023 w Zamościu, a od 2024 ponownie w Sopocie zwyczajowo w pierwszy weekend czerwca. Głównymi organizatorami festiwalu są: Polskie Radio S.A., Telewizja Polska S.A. oraz miasta Sopot i Zamość. Producentem festiwalu od 2001 jest TVP Gdańsk, a od 2021 do 2023 partnerem medialnym było TVP Lublin. Dyrektorem pierwszej edycji festiwalu była Ewa Bąk-Woźniakiewicz. W latach 2002–2006 funkcję tę pełnił Jerzy Martyś. W latach 2007–2008 dyrektorem była Agnieszka Czarnecka, a w latach 2009–2015 Bogumił Osiński. Od 2016 dyrektorem festiwalu jest Joanna Strzemieczna-Rozen.
Osią festiwalu jest konkurs słuchowisk radiowych i spektakli telewizyjnych, które miały swoją premierę na antenie w roku poprzedzającym daną edycję festiwalu. W programie znajduje się wiele imprez towarzyszących, m.in. otwarte projekcje konkursowych teatrów, warsztaty, Spotkania z Gwiazdami, spektakle na żywo, spotkania z twórcami, wystawy, koncerty itp.

## 2001
I Festiwal Teatru Polskiego Radia i Teatru Telewizji Polskiej „Dwa Teatry – Sopot 2001” odbył się w dniach 1–3 czerwca 2001.

### Jury

#### Jury radiowe
- Wiesław Myśliwski (przewodniczący), pisarz
- Henryk Bereza, krytyk literacki, eseista
- Kazimierz Kaczor, aktor filmowy i teatralny
- Adam Sławiński, kompozytor
- Wacław Tkaczuk, dziennikarz, krytyk literacki, poeta

#### Jury telewizyjne
- Laco Adamík, reżyser teatralny, filmowy i operowy
- Ewa Braun, dekoratorka wnętrz, scenografka
- Janusz Głowacki, prozaik, dramaturg, felietonista
- Wojciech Marczewski, reżyser, scenarzysta
- Jacek Sieradzki, krytyk teatralny

### Laureaci

#### W kategorii słuchowisk Teatru PR
Grand Prix – słuchowisko Kot mi schudł zgłoszone przez poznańskie Radio Merkury
- Katarzyna Grochola – za tekst
- Robert Mirzyński – za adaptację i reżyserię
- Irena Goszczyńska – za realizację akustyczną
- Marcin Murawski – za opracowanie muzyczne

Reżyseria
- Janusz Kukuła – za słuchowisko Ostatnia taśma Krappa według dramatu Samuela Becketta, z repertuaru Programu 2 Polskiego Radia zgłoszone przez Teatr Polskiego Radia

Scenariusz oryginalny
- Piotr Tomaszuk – za słuchowisko Ofiara Wilgefortis, zgłoszone przez Polskie Radio Białystok

Scenariusz będący adaptacją za słuchowisko Chłopi na BIS na podstawie utworu Władysława Stanisława Reymonta, zgłoszone przez Polskie Radio Bis:
- Anna Borkowska
- Jan Warenycia

Opracowanie muzyczne
- Małgorzata Małaszko-Stasiewicz – za słuchowisko Chłopi na BIS zgłoszone przez Polskie Radio Bis

Realizacja akustyczna
- Ewa Szałkowska – za słuchowisko Faust, zgłoszone przez Program 2 Polskiego Radia

Nagroda aktorska za rolę kobiecą
- Sidonia Błasińska – za kreację bohaterki monodramu Kot mi schudł zgłoszonego przez poznańskie Radio Merkury

Nagroda aktorska za rolę męską
- Tomasz Zaliwski – za rolę Boryny w słuchowisku Chłopi na BIS, zgłoszonym przez Polskie Radio Bis

Wyróżnienia honorowe w formie rekomendacji do powtórzenia na antenie ogólnopolskiej i antenach rozgłośni regionalnych
- Maria Bujańska – słuchowisko Krotochwila liryczna zgłoszone przez Polskie Radio Katowice
- Denis Diderot – słuchowisko Romanse Kubusia Fatalisty i jego Pana, zgłoszone przez Polskie Radio Białystok
- Günter Grass – słuchowisko Wróżby Kumaka, zgłoszone przez Polskie Radio Gdańsk
- Wojciech Letki – słuchowisko Wydawnictwo SMUGA, zgłoszone przez Program 1 Polskiego Radia
- Jerzy Zawieyski – słuchowisko Miecz obosieczny, zgłoszone przez Naczelną Redakcję Programów Katolickich Polskiego Radia

#### W kategorii spektakli Teatru TV
Grand Prix – spektakl Bigda idzie!
- Andrzej Wajda – za adaptację i reżyserię
- Janusz Gajos – za tytułową rolę Mateusza Bigdy
- Michał Kwieciński – za produkcję wykonawczą

Reżyseria
- Agnieszka Holland – za spektakl Dybuk

Zdjęcia
- Marian Prokop – za spektakl Historia w reżyserii Horsta Leszczuka

Scenografia, ex aequo:
- Ewa i Andrzej Przybyłowie – za spektakl Dybuk w reżyserii Agnieszki Holland
- Maciej Maria Putowski – za spektakl Związek otwarty w reżyserii Krystyny Jandy

Montaż
- Katarzyna Rudnik – za spektakl Historia w reżyserii Horsta Leszczuka

Nagroda aktorska za rolę kobiecą
- Dominika Ostałowska – za role w dwóch spektaklach:
  - Lea w spektaklu Dybuk w reżyserii Agnieszki Holland
  - Ewa w Niektórych gatunkach dziewic w reżyserii Agnieszki Glińskiej

Nagroda aktorska za rolę męską, ex aequo:
- Gustaw Holoubek – za rolę Ojca w spektaklu Podróż w reżyserii Piotra Mikuckiego
- Piotr Fronczewski – za rolę Syna w tym samym spektaklu

Wyróżnienia
- Piotr Mikucki – za reżyserię spektaklu Podróż
- Krzysztof Globisz – za role w dwóch spektaklach:
  - Władysław Deptuła w spektaklu Bigda idzie! w reżyserii Andrzeja Wajdy
  - Ojciec w Historii w reżyserii Horsta Leszczuka

## 2002
II Festiwal Teatru Polskiego Radia i Teatru Telewizji Polskiej „Dwa Teatry – Sopot 2002” odbył się w dniach 7–10 czerwca 2002.

### Jury

#### Jury radiowe
- Grażyna Barszczewska – aktorka teatralna i filmowa
- Jerzy Markuszewski – reżyser teatralny, radiowy, filmowy i telewizyjny
- Wiesław Myśliwski – powieściopisarz i dramatopisarz
- Adam Sławiński – kompozytor
- Wacław Tkaczuk – dziennikarz, krytyk literacki, poeta

#### Jury telewizyjne
- Ewa Braun – dekoratorka wnętrz, scenografka
- Agnieszka Holland – reżyserka, scenarzystka
- Janusz Gajos – aktor
- Tomasz Miłkowski – dziennikarz
- Zdzisław Pietrasik – dziennikarz, krytyk filmowy

### Laureaci

#### W kategorii słuchowisk Teatru PR
Grand Prix – słuchowisko Dziesięć pięter z repertuaru Programu 2 Polskiego Radia, zgłoszone przez Teatr Polskiego Radia
- Cezary Harasimowicz – za tekst
- Janusz Kukuła – za adaptację i reżyserię
- Andrzej Brzoska – za realizację akustyczną
- Marian Szałkowski – za opracowanie muzyczne

Reżyseria, ex aequo za słuchowisko Przyjaciółki z Żelaznej ulicy, zgłoszone przez Polskie Radio Lublin:
- Maria Brzezińska
- Eugeniusz Rudnik

Scenariusz oryginalny, ex aequo:
- Artur Daniel Liskowacki – za słuchowisko Za rzeką, za sobą, zgłoszone przez Polskie Radio Szczecin
- Marek Ławrynowicz – za słuchowisko Ameryka wkracza do Malinówka, zgłoszone przez Program 1 Polskiego Radia

Scenariusz będący adaptacją
- Wojciech Zimiński – za słuchowisko Norwid bezdomny – Bal, zgłoszone przez Polskie Radio Bis

Realizacja akustyczna
- Jacek Puchalski – za słuchowisko Dante, zgłoszone przez Polskie Radio Gdańsk

Muzyka oryginalna
- Zygmunt Konieczny – za spektakl radiowy Norwid bezdomny – Bal, zgłoszony przez Polskie Radio Bis

Nagroda aktorska za rolę kobiecą
- Danuta Stenka – za kreację postaci tytułowej w słuchowisku Oksana, zgłoszonym przez Program 2 Polskiego Radia

Nagroda aktorska za rolę męską
- Krzysztof Gosztyła – narrator w słuchowisku Dziesięć pięter, z repertuaru Programu 2 Polskiego Radia zgłoszonym przez Teatr Polskiego Radia

Nagroda aktorska za rolę drugoplanową
- Teresa Lipowska – za kreację postaci Starej w słuchowisku Za rzeką, za sobą zgłoszonym przez Polskie Radio Szczecin

Honorowa nagroda zespołowa dla producenta słuchowisk
- Polskie Radio Gdańsk

Wyróżnienia honorowe w formie rekomendacji do powtórzenia na antenie ogólnopolskiej i antenach rozgłośni regionalnych
- Krzysztof Rudowski – słuchowisko Czat zgłoszone przez Polskie Radio Koszalin
- Emilian Kamiński – słuchowisko Romans, zgłoszone przez Polskie Radio Koszalin
- Cezary Galek – słuchowisko Ulica Wdów, zgłoszone przez zielonogórskie Radio Zachód

#### W kategorii spektakli Teatru TV
Grand Prix – spektakl Kuracja
- Wojciech Smarzowski – za adaptację i reżyserię
- Bartłomiej Topa – za główną rolę
- Andrzej Szulkowski – za zdjęcia
- Dariusz Jabłoński (reżyser), Violetta Kamińska i Paweł Konic Avocado Film – za produkcję

Reżyseria
- Łukasz Barczyk – za spektakl Beztlenowce

Oryginalny polski tekst dramatyczny
- Piotr Kokociński – za spektakl Miś Kolabo

Zdjęcia
- Edward Kłosiński – za spektakl Zazdrość w reżyserii Krystyny Jandy

Scenografia, ex aequo:
- Barbara Kędzierska – za spektakl Przemiana 1999 w reżyserii Laco Adamíka
- Arkadiusz Kośmider – za spektakl Portugalia w reżyserii Zbigniewa Brzozy

Montaż
- Marcin Bastowski – za spektakl Pielgrzymi w reżyserii Macieja Dejczera

Nagroda aktorska za rolę kobiecą
- Agnieszka Pilaszewska – za rolę Barbary w spektaklu Miś Kolabo w reżyserii Ryszarda Bugajskiego

Nagroda aktorska za rolę męską
- Sławomir Orzechowski – za rolę Jana w spektaklu Miś Kolabo w reżyserii Ryszarda Bugajskiego

Wyróżnienia aktorskie
- Redbad Klijnstra – za rolę Maga w spektaklu Beztlenowce w reżyserii Łukasza Barczyka
- Maria Peszek – za rolę Agafii Tichonowna w Ożenku w reżyserii Jerzego Stuhra

Nagrody pozaregulaminowe
- Waldemar Krzystek – za twórczą telewizyjną adaptację spektaklu Ballada o Zakaczawiu z Teatru im. Heleny Modrzejewskiej w Legnicy
- Maciej Englert – za udaną kontynuację tradycji Teatru TV w spektaklu Pieniądze innych ludzi

## 2003
III Festiwal Teatru Polskiego Radia i Teatru Telewizji Polskiej „Dwa Teatry – Sopot 2003” odbył się w dniach 13–16 czerwca 2003.

### Jury

#### Jury radiowe
- Grażyna Barszczewska (przewodnicząca) – aktorka teatralna i filmowa
- Cezary Harasimowicz – prozaik, dramatopisarz, scenarzysta filmowy i telewizyjny, aktor
- Marek Kulesza – reżyser
- Adam Sławiński – kompozytor
- Wacław Tkaczuk – dziennikarz, krytyk literacki, poeta

#### Jury telewizyjne
- Janusz Morgenstern (przewodniczący) – reżyser, producent filmowy, scenarzysta
- Stefan Chwin – prozaik, eseista, krytyk literacki, historyk literatury
- Marek Kondrat – aktor teatralny, filmowy i telewizyjny, reżyser
- Zdzisław Pietrasik – dziennikarz, krytyk filmowy
- Stanisław Radwan – kompozytor

### Laureaci

#### W kategorii słuchowisk Teatru PR
Grand Prix – słuchowisko Nagi sad według powieści Wiesława Myśliwskiego, zgłoszone przez Program 2 Polskiego Radia
- Waldemar Modestowicz – za reżyserię
- Bogumiła Prządka – za adaptację
- Maria Olszewska – za realizację akustyczną
- Małgorzata Małaszko – za opracowanie muzyczne

Reżyseria, ex aequo:
- Henryk Rozen – za słuchowisko Rzeka, zgłoszone przez Polskie Radio Rzeszów
- Waldemar Modestowicz – za słuchowisko Noc Walpurgii albo Kroki Komandora z repertuaru Programu 2 Polskiego Radia, zgłoszone przez Teatr Polskiego Radia

Scenariusz oryginalny
- Jerzy Fąfara – za słuchowisko Rzeka, zgłoszone przez Polskie Radio Rzeszów – nagroda
- Robert Trojanowski – za słuchowisko Jezus we wsi, zgłoszone przez Program 1 Polskiego Radia – wyróżnienie

Scenariusz będący adaptacją
- Maria Brzezińska – za słuchowisko Lekki wieżowiec, zgłoszone przez Polskie Radio Lublin

Realizacja akustyczna
- Krzysztof Skonieczny – za słuchowisko Eine kleine, zgłoszone przez Polskie Radio Szczecin

Muzyka oryginalna
- Maciej Małecki – za spektakl radiowy Nie-Boska Symfonia, zgłoszony przez Polskie Radio Bis

Nagroda aktorska za rolę kobiecą
- Tatiana Kołodziejska – za kreację postaci bohaterki słuchowiska Znajdziesz mnie w szeptach traw, zgłoszonego przez Radio Zachód – Zielona Góra

Nagroda aktorska za rolę męską
- Adam Ferency – za kreację postaci Prochorowa w słuchowisku Noc Walpurgii albo kroki Komandora, z repertuaru Programu 2 Polskiego Radia zgłoszone przez Teatr Polskiego Radia

Nagroda aktorska za rolę drugoplanową
- Wieńczysław Gliński – za kreację postaci Księdza w słuchowisku Jezus we wsi zgłoszonym przez Program 1 Polskiego Radia

Honorowa nagroda zespołowa dla producenta słuchowisk
- Polskie Radio Lublin

Wyróżnienia honorowe w formie rekomendacji do powtórzenia na antenie ogólnopolskiej i antenach rozgłośni regionalnych
- Andrzej Piszczatowski – słuchowisko Jubileusz zgłoszone przez Polskie Radio Gdańsk
- Daniel Odija – słuchowisko Melisa, zgłoszone przez Polskie Radio Gdańsk
- Wojciech Letki – słuchowisko Zasiłek, zgłoszone przez Program 3 Polskiego Radia

#### W kategorii spektakli Teatru TV
Grand Prix – spektakl Czwarta siostra
- Janusz Głowacki – za tekst
- Agnieszka Glińska – za reżyserię
- Stanisława Celińska – za rolę Babuszki
- Janusz Gajos – za rolę Generała
- Monika Krzywkowska – za rolę Katii
- Agnieszka Pilaszewska – za rolę Wiery

Reżyseria
- Krystyna Janda – za spektakl Porozmawiajmy o życiu i śmierci Krzysztofa Bizio

Adaptacja, ex aequo:
- Janusz Kijowski – za spektakl Piękna Pani Seidenman na podstawie powieści Andrzeja Szczypiorskiego Początek
- Michał Komar – za spektakl Lord Jim na podstawie powieści Josepha Conrada

Zdjęcia, ex aequo:
- Krzysztof Pakulski – za spektakl Po deszczu w reżyserii Marii Zmarz-Koczanowicz
- Adam Sikora – za dwa spektakle:
  - Lord Jim w reżyserii Laco Adamíka
  - Święta wiedźma w reżyserii Henryka Baranowskiego

Scenografia
- Magdalena Dipont – za spektakl Merylin Mongoł w reżyserii Izabelli Cywińskiej

Muzyka oryginalna
- Hadrian Filip Tabęcki – za spektakl Piękna Pani Seidenman w reżyserii Janusza Kijowskiego

Montaż
- Grażyna Gradoń – za spektakl Po deszczu w reżyserii Marii Zmarz-Koczanowicz

Nagroda aktorska za rolę kobiecą
- Patrycja Durska – za rolę Tanii w spektaklu Czwarta siostra w reżyserii Agnieszki Glińskiej

Nagroda aktorska za rolę męską
- Zbigniew Zapasiewicz – za rolę Sędziego Romnickiego w spektaklu Piękna Pani Seidenman w reżyserii Janusza Kijowskiego

Honorowe wyróżnienie aktorskie
- Adam Woronowicz – za rolę Aleksego w spektaklu Merylin Mongoł w reżyserii Izabelli Cywińskiej

## 2004
IV Festiwal Teatru Polskiego Radia i Teatru Telewizji Polskiej „Dwa Teatry – Sopot 2004” odbył się w dniach 4–7 czerwca 2004.

### Jury

#### Jury radiowe
- Grażyna Barszczewska (przewodnicząca) – aktorka teatralna i filmowa
- Małgorzata Dziewulska – eseistka, reżyser
- Marek Kulesza – reżyser
- Adam Sławiński – kompozytor
- Wacław Tkaczuk – dziennikarz, krytyk literacki, poeta

#### Jury telewizyjne
- Stanisław Różewicz (przewodniczący) – reżyser filmowy i teatralny, scenarzysta
- Joanna Bogacka – aktorka
- Izabella Cywińska – reżyserka teatralna, telewizyjna i filmowa
- Michał Komar – krytyk literacki, pisarz
- Edward Pałłasz – kompozytor, prezes zarządu stowarzyszenia ZAiKS

### Laureaci

#### W kategorii słuchowisk Teatru PR
Grand Prix – słuchowisko Brzytwy kata Sellingera, zgłoszone przez Polskie Radio Rzeszów
- Jerzy Janusz Fąfara – za tekst
- Henryk Rozen – za adaptację i reżyserię
- Jerzy Dziobak – za realizację akustyczną
- Tomasz Benn – za opracowanie muzyczne

Reżyseria
- Robert Mirzyński – za słuchowisko Kapelusz i ciasteczko według opowiadania Józefa Hena Człowiek, który miał powiesić Greisera, zgłoszone przez poznańskie Radio Merkury

Scenariusz oryginalny, ex aequo:
- Henryk Bardijewski – za słuchowisko Nieznane światło, zgłoszone przez Naczelną Redakcję Programów Katolickich Polskiego Radia
- Marek Gajdziński – za słuchowisko Matka jest jedna?, zgłoszone przez Polskie Radio Gdańsk

Scenariusz będący adaptacją
- Romana Bobrowska – za słuchowisko Tomasza Stokowskiego Szach – mat, zgłoszone przez Polskie Radio Kraków

Realizacja akustyczna, ex aequo:
- Andrzej Brzoska – za słuchowisko Nieznane światło, zgłoszone przez Naczelną Redakcję Programów Katolickich Polskiego Radia
- Grzegorz Falkowski – za słuchowisko Święty Edyp, zgłoszone przez Polskie Radio Białystok

Muzyka oryginalna
- Piotr Nazaruk – za słuchowisko Święty Edyp, zgłoszone przez Polskie Radio Białystok

Aktorska rola kobieca
- Edyta Jungowska – za kreację postaci Inny w słuchowisku Merylin Mongoł, zgłoszonym przez Program 2 Polskiego Radia

Aktorska rola męska
- Lech Gwit – za kreację postaci Marmieładowa w słuchowisku Spowiedź Marmieładowa, zgłoszonym przez Polskie Radio Pomorza i Kujaw

Aktorska rola drugoplanowa
- Krzysztof Globisz – za kreację postaci o kryptonimie Ktoś w słuchowisku Szach – mat, zgłoszonym przez Polskie Radio Kraków

Honorowa nagroda zespołową dla producenta słuchowisk
- Polskie Radio Kraków – za wznowienie antenowej obecności słuchowiska i atrakcyjność przedstawionej propozycji repertuarowej, obejmującej:
  - polską prapremierę słuchowiska Jehudy Amichaja Dzwony i pociągi w adaptacji i reżyserii Pawła Miśkiewicza
  - debiut młodego autora Tomasza Stokowskiego Szach – mat, w adaptacji i reżyserii Romany Bobrowskiej

Wyróżnienia honorowe w formie rekomendacji do powtórzenia na antenie ogólnopolskiej i antenach rozgłośni regionalnych
- Dzwony i pociągi – słuchowisko Jehudy Amichaja, zgłoszone przez Polskie Radio Kraków
- Dziesiąte przykazanie – słuchowisko Henryka Bardijewskiego, zgłoszone przez Program 1 Polskiego Radia
- Język – słuchowisko Vladimira Fišera, zgłoszone przez Program 2 Polskiego Radia

#### W kategorii spektakli Teatru TV
Grand Prix – spektakl Łucja i jej dzieci
- Sławomir Fabicki – za reżyserię
- Marek Pruchniewski – za tekst
- Iza Kuna – za rolę Łucji

Reżyseria
- Maciej Englert – za spektakl Kąpielisko Ostrów Pawła Huelle

Oryginalny polski tekst dramatyczny
- Maciej Pieprzyca i Bartosz Kurowski – za utwór Fryzjer

Zdjęcia
- Bogumił Godfrejów – za spektakl Łucja i jej dzieci w reżyserii Sławomira Fabickiego

Scenografia
- Anna Wunderlich – za spektakl Pasożyt w reżyserii Marcina Wrony

Muzyka oryginalna
- Piotr Zakrocki – za spektakl Fryzjer w reżyserii Macieja Pieprzycy

Montaż
- Leszek Starzyński – za spektakl Fryzjer w reżyserii Macieja Pieprzycy

Nagroda aktorska za rolę kobiecą
- Maria Peszek – za rolę Rimmy w spektaklu Martwa królewna w reżyserii Piotra Łazarkiewicza

Nagroda aktorska za rolę męską
- Krzysztof Pieczyński – za rolę Karola w spektaklu Fryzjer w reżyserii Macieja Pieprzycy

Pozaregulaminowe specjalne honorowe nagrody aktorskie
- Stanisława Celińska – za rolę Matki w spektaklu 51 minut w reżyserii Łukasza Barczyka
- Adam Woronowicz – za rolę Erga w spektaklu 51 minut w reżyserii Łukasza Barczyka
- Andrzej Zieliński – za rolę Błażeja w spektaklu Kąpielisko Ostrów w reżyserii Macieja Englerta

Pozaregulaminowa honorowa nagroda za debiut reżyserski w Teatrze Telewizji
- Marcin Wrona – za spektakl Pasożyt

## 2005
V Festiwal Teatru Polskiego Radia i Teatru Telewizji Polskiej „Dwa Teatry – Sopot 2005” odbył się w dniach 3–6 czerwca 2005.

### Jury

#### Jury radiowe
- Grażyna Barszczewska (przewodnicząca) – aktorka teatralna i filmowa
- Anna Burzyńska – autorka powieści i dramatów
- Wojciech Fułek – prozaik, poeta, scenarzysta filmowy
- Piotr Łazarkiewicz – reżyser filmowy, teatralny, telewizyjny i radiowy
- Adam Sławiński – kompozytor

#### Jury telewizyjne
- Stanisława Celińska (przewodnicząca) – aktorka
- Małgorzata Dziewulska – eseistka, reżyser, pisarka teatralna
- Andrzej Dziuk – reżyser, scenograf
- Paweł Huelle – pisarz
- Sławomir Idziak – operator filmowy, reżyser, scenarzysta

### Laureaci

#### W kategorii słuchowisk Teatru PR
Grand Prix – słuchowisko Saksofon basowy, zgłoszone przez Program 2 Polskiego Radia
- Andrzej Piszczatowski – za adaptację i reżyserię
- Maria Olszewska – za realizację akustyczną
- Małgorzata Małaszko – za opracowanie muzyczne
- Grzegorz Piotrowski – za kreację instrumentalną

Reżyseria
- Jan Warenycia – za słuchowisko Matka według Stanisława Ignacego Witkiewicza, zgłoszone przez Teatr Polskiego Radia

Scenariusz oryginalny
- Tomasz Man – za słuchowisko Matka i Lampart zgłoszone przez Naczelną Redakcję Programów Katolickich Polskiego Radia

Scenariusz będący adaptacją
- Krzysztof Zaleski – za słuchowisko Nie piszę już wierszy zgłoszone przez Program 1 Polskiego Radia

Realizacja akustyczna
- Andrzej Brzoska – za cztery słuchowiska:
  - Matka, zgłoszone przez Teatr Polskiego Radia
  - Matka i Lampart, zgłoszone przez Naczelną Redakcję Programów Katolickich
  - Czas i słowo, zgłoszone przez Program 2 Polskiego Radia
  - Nie pisze już wierszy, zgłoszone przez Program 1 Polskiego Radia

Nagroda aktorska za rolę kobiecą, ex aequo:
- Teresa Budzisz-Krzyżanowska – za kreację postaci Matki w słuchowisku Matka zgłoszonym przez Teatr Polskiego Radia
- Ewa Dałkowska – za postać Matki w słuchowisku Matka i Lampart, zgłoszonym przez Naczelną Redakcję Programów Katolickich
- Halina Winiarska – za postać Wandy w słuchowisku Ulica Sieroca, zgłoszonym przez Polskie Radio Gdańsk

Nagroda aktorska za rolę męską, ex aequo:
- Mariusz Bonaszewski – za rolę Leona w słuchowisku Matka, zgłoszonym przez Teatr Polskiego Radia
- Wojciech Malajkat – za rolę Mężczyzny w słuchowisku Dziewięć lat, zgłoszonym przez Program 1 Polskiego Radia
- Jerzy Trela – za kreację Ericha Honeckera w słuchowisku Chrystus z Löbetal, zgłoszonym przez Polskie Radio Kraków

Nagroda aktorska za rolę drugoplanową
- Adam Woronowicz – za kreację postaci Syna w słuchowisku Matka i Lampart zgłoszonym przez Naczelną Redakcję Programów Katolickich

Honorowa nagroda zespołowa dla producenta słuchowisk
- Polskie Radio Szczecin

Wyróżnienia honorowe w formie rekomendacji do powtórzenia na antenie ogólnopolskiej i antenach rozgłośni regionalnych
- Ulica Sieroca Mieczysława Abramowicza, zgłoszone przez Polskie Radio Gdańsk
- Dziewięć lat Jerzego Szaniawskiego, zgłoszone przez Program 1 Polskiego Radia

#### W kategorii spektakli Teatru TV
Grand Prix – spektakl Pamiętnik z Powstania Warszawskiego
- Tadeusz Sobolewski i Maria Zmarz-Koczanowicz – za adaptację prozy Mirona Białoszewskiego
- Maria Zmarz-Koczanowicz – za reżyserię
- Adam Woronowicz – za rolę Mirona

Reżyseria
- Maciej Englert – za spektakl Wniebowstąpienie

Oryginalny polski tekst dramatyczny
- Michał Walczak – za utwór Podróż do wnętrza pokoju

Zdjęcia
- Adam Sikora – za dwa spektakle:
  - Geza – dzieciak w reżyserii Zbigniewa Brzozy
  - Intryga i miłość w reżyserii Macieja Prusa

Scenografia
- Marek Chowaniec – za spektakl Książę nocy w reżyserii Krzysztofa Zaleskiego

Muzyka oryginalna
- Jacek Grudzień – za spektakl Mary Stuart w reżyserii Remigiusza Brzyka

Montaż
- Witold Chomiński – za spektakl Podróż do wnętrza pokoju w reżyserii Pawła Miśkiewicza

Nagroda aktorska za rolę kobiecą
- Halina Łabonarska – za rolę Pani Heleny w spektaklu Klucz w reżyserii Wojciecha Smarzowskiego

Nagroda aktorska za rolę męską
- Wojciech Zieliński – za rolę Gezy w spektaklu Geza – dzieciak w reżyserii Zbigniewa Brzozy

Honorowe specjalne nagrody aktorskie
- Matylda Paszczenko – za rolę Sabiny w spektaklu Miłości w reżyserii Filipa Zylberta
- Małgorzata Peczyńska – za rolę Rzeźnikowej w spektaklu Wesołe miasteczko w reżyserii Sławomira Fabickiego
- Dorota Pomykała – za rolę Pani Rozsiki w spektaklu Geza – dzieciak w reżyserii Zbigniewa Brzozy
- Danuta Stenka – za rolę Lady Milford w spektaklu Intryga i miłość w reżyserii Macieja Prusa

Pozaregulaminowe specjalne nagrody honorowe
- Jan Englert – za rolę Mecenasa w spektaklu Adwokat i róże w reżyserii Jana Englerta
- Janusz Michałowski – za rolę Zewnętrznego w spektaklu Podróż do wnętrza pokoju w reżyserii Pawła Miśkiewicza
- Anna Polony – za rolę Matki księcia Nocy w spektaklu Książę nocy w reżyserii Krzysztofa Zaleskiego

## 2006
VI Festiwal Teatru Polskiego Radia i Teatru Telewizji Polskiej „Dwa Teatry – Sopot 2006” odbył się w dniach 2–5 czerwca 2006.

### Jury

#### Jury radiowe
źródło:
- Krzysztof Zaleski (przewodniczący) – reżyser teatralny, aktor filmowy
- Iza Natasza Czapska – teatrolog, dziennikarka
- Wojciech Fułek – prozaik, poeta, scenarzysta filmowy
- Marta Lipińska – aktorka teatralna, telewizyjna i filmowa
- Maciej Małecki – muzyk
- Wojciech Zimiński – dziennikarz, scenarzysta, prozaik, dramatopisarz

#### Jury telewizyjne
źródło:
- Krystyna Janda (przewodnicząca) – aktorka, reżyserka, producentka spektakli teatralnych
- Laco Adamík – reżyser teatralny, telewizyjny i filmowy
- Maciej Englert – aktor, reżyser teatralny i telewizyjny
- Zygmunt Konieczny – kompozytor, twórca muzyki teatralnej i filmowej
- Tadeusz Nyczek – krytyk literacki, teatralny i plastyczny

### Laureaci

#### W kategorii słuchowisk Teatru PR
źródło:
Grand Prix – słuchowisko Gdzie jest ten tani kupiec (zgłoszone do konkursu przez Program 2 Polskiego Radia)
- Alicja Bykowska-Salczyńska – za scenariusz
- Waldemar Modestowicz – za reżyserię
- Andrzej Brzosa – za realizację akustyczną
- Małgorzata Małaszko – za opracowanie muzyczne

Reżyseria
- Julia Wernio – słuchowisko Salto (zgłoszone do konkursu przez Program 1 Polskiego Radia)

Scenariusz oryginalny
- Alicja Bykowska-Salczyńska – słuchowisko Gdzie jest ten tani kupiec (zgłoszone do konkursu przez Program 2 Polskiego Radia)

Scenariusz będący adaptacją
- Maria Brzezińska – słuchowisko Treny dla Amelii według poezji Stanisława Buczyńskiego (zgłoszone do konkursu przez Polskie Radio Lublin)

Realizacja akustyczna
- Tomasz Perkowski – za dwa słuchowiska (zgłoszone do konkursu przez Program 1 Polskiego Radia):
  - Szalona lokomotywa
  - Układanka

Opracowanie muzyczne
- Małgorzata Małaszko – za cztery słuchowiska:
  - Salto (zgłoszone do konkursu przez Program 1 Polskiego Radia)
  - Szalona lokomotywa (zgłoszone do konkursu przez Program 1 Polskiego Radia)
  - Układanka (zgłoszone do konkursu przez Program 1 Polskiego Radia)
  - Zwiastowanie (słuchowisko zgłoszone przez Naczelną Redakcję Programów Katolickich)

Nagroda aktorska za rolę kobiecą, ex aequo
- Maria Kościałkowska – rola Lachesis w słuchowisku Mojry (zgłoszone do konkursu przez Polskie Radio Kraków)
- Zofia Saretok – rola Babki Gizeli w słuchowisku Gdzie jest ten tani kupiec (zgłoszone do konkursu przez Program 2 Polskiego Radia)

Nagroda aktorska za rolę męską
- Mariusz Benoit – rola Radia pełniącego funkcję Narratora w słuchowisku Gdzie jest ten tani kupiec (zgłoszone do konkursu przez Program 2 Polskiego Radia)

Nagroda aktorska za rolę drugoplanową, ex aequo
- Dorota Kolak – rola Dzidki w słuchowisku Jest super (zgłoszone do konkursu przez Polskie Radio Gdańsk)
- Marek Obertyn – role w dwóch słuchowiskach:
  - Funkcjonariusz w słuchowisku Pomost (zgłoszone do konkursu przez Polskie Radio Gdańsk)
  - Głos I w słuchowisku Gdzie jest ten tani kupiec (zgłoszone do konkursu przez Program 2 Polskiego Radia)

Honorowa nagroda zespołowa dla producenta słuchowisk
- Polskie Radio Gdańsk – „za umiejętne podejmowanie tematyki współczesnej”, za dwa słuchowiska:
  - Pomost Roberta Mirzyńskiego
  - Jest super Jarosława Warzechy

Wyróżnienia honorowe w formie rekomendacji do powtórzenia na antenie ogólnopolskiej i antenach rozgłośni regionalnych
- Treny dla Amelii (zgłoszone do konkursu przez Polskie Radio Lublin)
- Mojry (zgłoszone do konkursu przez Polskie Radio Kraków)
- Pomost (zgłoszone do konkursu przez Polskie Radio Gdańsk)
- Kampania Pasiaka (zgłoszone do konkursu przez Polskie Radio Rzeszów)
- Salto (zgłoszone do konkursu przez Program 1 Polskiego Radia)
- Szalona lokomotywa (zgłoszone do konkursu przez Program 1 Polskiego Radia)
- Gdzie jest ten tani kupiec (zgłoszone do konkursu przez Program 1 Polskiego Radia)

#### W kategorii spektakli Teatru TV
źródło:
Grand prix – spektakl Juliusz Cezar Williama Szekspira, reż. Jan Englert
- Jan Englert – za reżyserię
- Witold Adamek – za zdjęcia
- Jan Frycz – za rolę Marka Antoniusza
- Jerzy Radziwiłowicz – za rolę Marka Brutusa
- Arkadiusz Kośmider – za scenografię
- Andrzej Milanowski – za muzykę

Reżyseria
- Marcin Wrona – spektakl Skaza Marzeny Brody

Oryginalny polski tekst dramatyczny
- Krzysztof Bizio – spektakl Fotoplastikon, reż. Piotr Łazarkiewicz

Zdjęcia
- Jacek Petrycki – za zdjęcia do dwóch spektakli:
  - Duszyczka według Tadeusza Różewicza w reżyserii Jerzego Grzegorzewskiego
  - Tajny agent według Josepha Conrada w reżyserii Krzysztofa Zaleskiego

Scenografia
- Anna Wunderlich – spektakl Skaza, reż. Marcina Wrony

Muzyka oryginalna
- Paweł Mykietyna – spektakl Piaskownica Michała Walczaka, reż. Dariusz Gajewski

Montaż
- Jan Sieczkowski – spektakl Duszyczka, reż. Jerzy Grzegorzewski

Nagroda aktorska za rolę kobiecą
- Dorota Kolak – rola Majorowej w spektaklu Padnij Pawła Demirskiego i Andrzeja Mańkowskiego, reż. Maciej Pieprzyca

Nagroda aktorska za rolę męską
- Krzysztof Globisz – role w dwóch spektaklach:
  - Verloc w spektaklu Tajny agent w reżyserii Krzysztofa Zaleskiego
  - Georgio w spektaklu Małe piwo Alistera Beatona w reżyserii Waldemara Krzystka

Wyróżnienia aktorskie
- Aleksandra Konieczna – za rolę Sary Coleman w spektaklu Skaza, reż. Marcin Wrona
- Lech Łotocki – za rolę Mężczyzny w spektaklu Fotoplastikon, reż. Piotr Łazarkiewicz
- Zbigniew Zamachowski – za rolę On II w spektaklu Piaskownica, reż. Dariusz Gajewski

Pozaregulaminowe wyróżnienie za przejmującą rozmowę o życiu i śmierci
- Wyróżnienie dla twórców spektaklu Oskar według Érica-Emmanuela Schmitta w reżyserii Marka Piwowskiego.

### Wielka Nagroda Festiwalu za wybitne kreacje aktorskie
Wielką Nagrodę Festiwalu „Dwa Teatry – Sopot 2006” za wybitne kreacje aktorskie w Teatrze Polskiego Radia i Teatrze Telewizji otrzymał Gustaw Holoubek.

## 2007
VII Festiwal Teatru Polskiego Radia i Teatru Telewizji Polskiej „Dwa Teatry – Sopot 2007” odbył się w dniach 1–4 czerwca 2007.

### Jury

#### Jury radiowe
- Grażyna Barszczewska (przewodnicząca) – aktorka teatralna i telewizyjna
- Krzysztof Feusette – dziennikarz
- Wojciech Fułek – prozaik, poeta, scenarzysta filmowy
- Maciej Małecki – muzyk
- Wacław Tkaczuk – dziennikarz, krytyk literacki, poeta

#### Jury telewizyjne
- Juliusz Machulski (przewodniczący) – reżyser, scenarzysta, producent filmowy
- Witold Adamek – operator, scenarzysta, reżyser
- Dorota Kolak – aktorka, reżyserka
- Edward Pałłasz – komopozytor
- Eustachy Rylski – prozaik, dramaturg, scenarzysta

### Laureaci

#### W kategorii słuchowisk Teatru PR
Grand Prix – słuchowisko Recycling, zgłoszone przez Program I Polskiego Radia
- Tadeusz Różewicz – za tekst
- Waldemar Modestowicz – za reżyserię
- Tomasz Perkowski – za realizację akustyczną
- Małgorzata Małaszko – za opracowanie muzyczne

Reżyseria
- Paweł Łysak – za słuchowisko Witaj w tej krainie według prozy Marka Nowakowskiego, zgłoszone przez Teatr Polskiego Radia

Scenariusz oryginalny
- Feliks Netz – za słuchowisko Pokój z widokiem na wojnę polsko-jaruzelską, zgłoszone przez Polskie Radio Katowice

Scenariusz będący adaptacją
- Romana Bobrowska – za słuchowisko Kto z państwa popełnił ludobójstwo według prozy Wojciecha Albińskiego, zgłoszone przez Polskie Radio Kraków

Realizacja akustyczna, ex aequo:
- Jacek Kurkowski – za słuchowisko Pokój z widokiem na wojnę polsko-jaruzelską Feliksa Netza, zgłoszone przez Polskie Radio Katowice
- Maria Olszewska – za słuchowisko Hiena cmentarna Roberta Louisa Stevensona, zgłoszone przez Teatr Polskiego Radia

Muzyka oryginalna
- Jan „Kyks” Skrzek – za słuchowisko Pokój z widokiem na wojnę polsko-jaruzelską Feliksa Netza, zgłoszone przez Polskie Radio Katowice

Nagroda aktorska za rolę kobiecą
- Kinga Preis – za rolę Kingi w słuchowisku Pokój z widokiem na wojnę polsko-jaruzelską, zgłoszonym przez Polskie Radio Katowice

Nagroda aktorska za rolę męską, ex aequo:
- Tadeusz Drzewiecki – za rolę Kierowcy w słuchowisku Czarny czwartek Roberta Mirzyńskiego, zgłoszonym przez poznańskie Radio Merkury
- Marcin Przybylski – za rolę Fettesa w słuchowisku Hiena cmentarna Roberta Louisa Stevensona, zgłoszonym przez Teatr Polskiego Radia

Nagroda aktorska za rolę drugoplanową
- Janusz Rafał Nowicki – role w dwóch słuchowiskach zgłoszonych przez Teatr Polskiego Radia:
  - Profesor w słuchowisku Hiena cmentarna Roberta Louisa Stevensona
  - Japa w słuchowisku Witaj w tej krainie Marka Nowakowskiego

Honorowa nagroda dla producenta słuchowisk
- Radio Merkury – Poznań – za trafność i atrakcyjność propozycji repertuarowych, za dwa słuchowiska:
  - Czarny czwartek Roberta Mirzyńskiego
  - Opozycjonista Damiana Szymczaka

Wyróżnienia honorowe w formie rekomendacji do powtórzenia na antenie ogólnopolskiej i antenach rozgłośni regionalnych
- Piaśnicy przeklęty las Szymona Wróblewskiego, zgłoszone przez Polskie Radio Gdańsk
- Wizyta Ryszarda Ordeńskiego, zgłoszone przez Polskie Radio Kielce
- Droga do Bugulmy Jachyma Topola, zgłoszone przez Program II Polskiego Radia
- Apologia Orfeusza, śpiewaka i błazna rodem z Tracji, syna królewskiego Leszka Kołakowskiego, zgłoszone przez Teatr Polskiego Radia

#### W kategorii spektakli Teatru TV
Grand Prix – spektakl Norymberga
- Wojciech Tomczyk – za tekst
- Waldemar Krzystek – za reżyserię
- Janusz Gajos – za rolę Pułkownika
- Dominika Ostałowska – za rolę Hanki
- Halina Łabonarska – za rolę Żony

Reżyseria
- Maciej Englert – za spektakl Rozmowy z katem Kazimierza Moczarskiego

Oryginalny polski tekst dramatyczny
- Ryszard Bugajski – za spektakl Śmierć rotmistrza Pileckiego

Zdjęcia
- Piotr Śliskowski – za spektakl Śmierć rotmistrza Pileckiego w reżyserii Ryszarda Bugajskiego

Scenografia
- Aniko Kiss – za spektakl Śmierć rotmistrza Pileckiego w reżyserii Ryszarda Bugajskiego

Muzyka
- Paweł Szymański – za dwa spektakle:
  - Śmierć rotmistrza Pileckiego w reżyserii Ryszarda Bugajskiego
  - Inka 1946 w reżyserii Natalii Korynckiej-Gruz

Montaż
- Jan Sieczkowski – za spektakl Rozmowy z katem w reżyserii Macieja Englerta

Aktorska rola kobieca
- Magdalena Cielecka – za rolę Stelli w spektaklu Kolekcja Harolda Pintera w reżyserii Marcina Wrony

Aktorska rola męska
- Piotr Fronczewski – za rolę Jürgena Stroopa w spektaklu Rozmowy z katem w reżyserii Macieja Englerta

Wyróżnienia aktorskie
- Jan Frycz – za rolę Harry’ego w spektaklu Kolekcja w reżyserii Marcina Wrony
- Andrzej Chyra – za rolę Billa w spektaklu Kolekcja w reżyserii Marcina Wrony
- Maja Ostaszewska – za rolę Córki w spektaklu Chciałam ci tylko powiedzieć… w reżyserii Małgorzaty Imielskiej

Pozaregulaminowe wyróżnienie za debiut autorski i reżyserski w Teatrze TV
- Małgorzata Imielska – spektakl Chciałam ci tylko powiedzieć...

#### Wielka Nagroda Festiwalu za wybitne kreacje aktorskie
Wielką Nagrodę Festiwalu „Dwa Teatry – Sopot 2007” za wybitne kreacje aktorskie w Teatrze Polskiego Radia i Teatrze Telewizji otrzymała Danuta Szaflarska.

## 2008
VIII Festiwal Teatru Polskiego Radia i Teatru Telewizji Polskiej „Dwa Teatry – Sopot 2008” odbył się w dniach 30 maja – 2 czerwca 2008.

### Jury

#### Jury radiowe
- Anna Seniuk (przewodnicząca) – aktorka teatralna i filmowa
- Cezary Harasimowicz – prozaik, dramatopisarz, scenarzysta filmowy i telewizyjny, aktor
- Edward Pałłasz – kompozytor, prezes zarządu stowarzyszenia ZAiKS
- Wacław Tkaczuk – dziennikarz, krytyk literacki, poeta
- Maciej Wojtyszko – reżyser teatralny, filmowy i telewizyjny, pisarz, autor sztuk, komiksów i filmów animowanych

#### Jury telewizyjne
- Maciej Englert (przewodniczący) – aktor, reżyser teatralny i telewizyjny
- Joanna Bogacka – aktorka, pedagog
- Krzysztof Knittel – kompozytor, wykonawca, pedagog, dziennikarz muzyczny
- Wojciech Tomczyk – dramaturg, scenarzysta, producent filmowy
- Janusz Zaorski – reżyser filmowy, telewizyjny, teatralny i radiowy

### Laureaci

#### W kategorii słuchowisk Teatru PR
Grand Prix – słuchowisko Stare wiedźmy, zgłoszone przez Program I Polskiego Radia
- Krystyna Kofta – za tekst
- Andrzej Piszczatowski – za reżyserię
- Maria Olszewska – za realizację akustyczną
- Małgorzata Małaszko – za opracowanie muzyczne

Reżyseria, ex aequo:
- Julia Wernio za słuchowisko Jutro według dramatu Josepha Conrada zgłoszone przez Program I Polskiego Radia
- Krzysztof Czeczot za słuchowisko Dublin. One Way swojego autorstwa zgłoszone przez Polskie Radio Szczecin

Scenariusz oryginalny
- Jacek Snopkiewicz za słuchowisko Uroczysko w reżyserii Jana Warenyci, zgłoszone przez Program I Polskiego Radia

Scenariusz będący adaptacją
- Bogumiła Prządka za słuchowisko Kapelusz według Traktatu o łuskaniu fasoli Wiesława Myśliwskiego w reżyserii Waldemar Modestowicza, zgłoszone przez Teatr Polskiego Radia

Realizacja akustyczna
- Marcin Bors za słuchowisko Dublin. One Way Krzysztof Czeczota w reżyserii autora, zgłoszone przez Polskie Radio Szczecin

Muzyka oryginalna
- Piotr Nazaruk za słuchowisko Bóg Niżyński Piotr Tomaszuka w reżyserii autora, zgłoszone przez Polskie Radio Białystok

Aktorska rola kobieca
- Elżbieta Kijowska za rolę Nieznajomej w słuchowisku Uroczysko Jacka Snopkiewicza w reżyserii Jana Warenyci, zgłoszonego przez Program I Polskiego Radia

Aktorska rola męska
- Janusz Rafał Nowicki za rolę Leśniczego w słuchowisku Uroczysko Jacka Snopkiewicza w reżyserii Jana Warenyci, zgłoszonym przez Program I Polskiego Radia

Aktorska rola drugoplanowa
- Stanisław Brudny za rolę Jozuego Carvila w słuchowisku Jutro według dramatu Joseph Conrad w reżyserii Julii Wernio, zgłoszonym przez Program I Polskiego Radia

Honorowa nagroda dla Producenta słuchowisk
- Polskie Radio Rzeszów za oryginalne połączenie materiału fabularnego z dokumentem oraz za związek propozycji repertuarowej z historią regionu (WiNny bohater Andrzeja Zajdla w reżyserii Jana Warenyci)

Wyróżnienia honorowe w formie rekomendacji do powtórzenia na antenie ogólnopolskiej i antenach rozgłośni regionalnych
- Akropolis! według Stanisława Wyspiańskiego w reżyserii Pawła Łysaka, zgłoszone przez Polskie Radio Pomorza i Kujaw – Radio Bydgoszcz;
- Księga pamięci – Chełm w reżyserii Marii Brzezińskiej, zgłoszone przez Polskie Radio Lublin

#### W kategorii spektakli Teatru TV
Grand prix – spektakl Stygmatyczka (Scena Faktu)
- Grzegorz Łoszewski – za tekst
- Wojciech Nowak – za reżyserię
- Kinga Preis – za rolę Wandy Boniszewskiej

Reżyseria
- Waldemar Krzystek – za spektakl Ballada o kluczu Adama Dobrzyckiego

Oryginalny polski tekst dramatyczny
- Maciej Wojtyszko – za Chryje z Polską

Zdjęcia
- Arkadiusz Tomiak – za spektakl Stygmatyczka w reżyserii Wojciecha Nowaka

Scenografia
- Katarzyna Sobańska – za spektakl Stygmatyczka w reżyserii Wojciecha Nowaka

Muzyka
- Michał Lorenc – za spektakl Sprawa Emila B. w reżyserii Małgorzaty Imielskiej

Montaż
- Marek Mulica – za spektakl Ballada o kluczu w reżyserii Waldemara Krzystka

Nagroda aktorska za rolę kobiecą
- Maria Ciunelis – za rolę Matki w spektaklu Sprawa Emila B. w reżyserii Małgorzaty Imielskiej

Nagroda aktorska za rolę męską
- Mariusz Bonaszewski – za rolę Stanisława Wyspiańskiego w spektaklu Chryje z Polską w reżyserii Macieja Wojtyszko

Wyróżnienia aktorskie
- Dominika Ostałowska – za rolę Teresy w spektaklu Ballada o kluczu w reżyserii Waldemara Krzystka
- Zbigniew Konopka – za rolę Stefana Żeromskiego w spektaklu Chryje z Polską w reżyserii Macieja Wojtyszko
- Zbigniew Zamachowski – za rolę Roberta w spektaklu Ballada o kluczu w reżyserii Waldemara Krzystka

#### Wielka Nagroda Festiwalu za wybitne kreacje aktorskie
Wielką Nagrodę Festiwalu „Dwa Teatry – Sopot 2008” za wybitne kreacje aktorskie w Teatrze Polskiego Radia i Teatrze Telewizji otrzymał Wiesław Michnikowski.

## 2009
źródło:
IX Festiwal Teatru Polskiego Radia i Teatru Telewizji Polskiej „Dwa Teatry – Sopot 2009” odbył się w dniach 5–7 czerwca 2009.

### Jury

#### Jury radiowe
- Ewa Ziętek – aktorka
- Piotr Tomaszuk – reżyser
- Edward Pałłasz – kompozytor, prezes ZAIKS-u
- Wojciech Fułek – pisarz, wiceprezydent Sopotu
- Wacław Tkaczuk – wieloletni Kierownik Literacki Teatru Polskiego Radia

#### Jury telewizyjne
- Juliusz Machulski – reżyser, scenarzysta, producent
- Marek Nowakowski – pisarz
- Dominika Ostałowska – aktorka
- Jerzy Satanowski – kompozytor, reżyser
- Arkadiusz Tomiak – operator

### Laureaci

#### W kategorii słuchowisk Teatru PR
Grand Prix – słuchowisko Walizka
- Małgorzata Sikorska-Miszczuk – za tekst
- Julia Wernio – za reżyserię
- Andrzej Brzoska – za realizację akustyczną
- Renata Baszun – za opracowanie muzyczne

Reżyseria:
- Jan Warenycia – słuchowisko Osiedle
- Janusz Zaorski – słuchowisko Novecento

Scenariusz oryginalny
- Marek Baczewski – słuchowisko Nie używaj tego ognia

Scenariusz będący adaptacją
- Sylwester Woroniecki – słuchowisko De profundis

Realizacja akustyczna
- Tomasz Perkowski – słuchowiska Osiedle, Nie używaj tego ognia

Muzyka oryginalna
- Włodzimierz Pawlik – słuchowisko Novecento

Aktorska rola kobieca
- Julia Kijowska – słuchowiska Walizka, Woyzeck

Aktorska rola męska
- Ignacy Gogolewski – słuchowisko Walizka
- Bronisław Wrocławski – słuchowisko Mały światek Sammy Lee

Nagroda zespołowa dla producenta słuchowisk
- Polskie Radio Program III

Nagroda honorowa im. Krzysztofa Zaleskiego
- Słuchowisko De profundis

#### W kategorii spektakli Teatru TV
Grand prix – spektakl Golgota wrocławska Piotra Kokocińskiego i Krzysztofa Szwagrzyka
- Jan Komasa – za reżyserię
- Adam Ferency i Piotr Głowacki – za role aktorskie
- Grzegorz Piątkowski – za scenografię
- Michał Jacaszek – za muzykę

Reżyseria
- Jerzy Zalewski – spektakl Kwatera bożych pomyleńców Władysława Zambrzyckiego

Oryginalny polski tekst dramatyczny
- Piotr Kokociński i Krzysztof Szwagrzyk – spektakl Golgota wrocławska

Zdjęcia
- Radosław Ładczuk – spektakl Golgota wrocławska

Scenografia
- Jacek Ukleja i Dorota Morawetz – spektakl Kwatera bożych pomyleńców Władysława Zambrzyckiego

Muzyka
- Adrian Konarski – spektakl Szkoła żon

Montaż
- Bartosz Pietras – spektakl Golgota wrocławska

Nagroda za twórczą realizację telewizyjną
- Mariusz Malec – spektakl Teczki Teatru Ósmego Dnia

Nagroda aktorska za rolę kobiecą
- Joanna Kulig – spektakl Doktor Halina

Nagroda aktorska za rolę męską
- Adam Woronowicz – spektakl Golgota wrocławska

Wyróżnienia aktorskie
- Katarzyna Herman i Ewa Kaim – spektakl Koncert życzeń
- Cezary Żak – spektakl Tajny współpracownik

Nagroda honorowa im. Krzysztofa Zaleskiego
- Spektakl Golgota wrocławska

#### Wielka Nagroda Festiwalu za wybitne kreacje aktorskie
Wielką Nagrodę Festiwalu „Dwa Teatry – Sopot 2009” za wybitne kreacje aktorskie w Teatrze Polskiego Radia i Teatrze Telewizji otrzymał Piotr Fronczewski.

## 2010
źródło:
X Festiwal Teatru Polskiego Radia i Teatru Telewizji Polskiej „Dwa Teatry – Sopot 2010” odbył się w dniach 12–14 czerwca 2010.

### Jury

#### Jury radiowe
- Danuta Stenka (przewodnicząca)
- Wojciech Fułek
- Janusz Głowacki
- Tadeusz Skoczek
- Wacław Tkaczuk

#### Jury telewizyjne
- Artur Żmijewski (przewodniczący)
- Magdalena Dipont
- Grzegorz Łoszewski
- Wojciech Nowak
- Jacek Petrycki

### Laureaci

#### W kategorii słuchowisk Teatru PR
Grand Prix – słuchowisko Jeszcze się spotkamy młodsi Krzysztofa Czeczota (zgłoszone do konkursu przez Polskie Radio Szczecin)
- Krzysztof Czeczot – za reżyserię
- Marcin Bors – za realizację akustyczną
- Stanisław Sojka – za opracowanie muzyczne

Reżyseria:
- Piotr Cieplak – słuchowisko Fantazy według dramatu Juliusza Słowackiego (zgłoszone do konkursu przez Program 2 Polskiego Radia)

Scenariusz oryginalny
- Krzysztof Czeczot – słuchowisko Jeszcze się spotkamy młodsi

Scenariusz będący adaptacją, ex aequo:
- Marek Gajdziński – słuchowisko Castorp według powieści Pawła Huellego, reż. Waldemar Modestowicz (zgłoszone do konkursu przez Program 2 Polskiego Radia)
- Bogumiła Prządka – słuchowisko Excentrycy według powieści Włodzimierza Kowalewskiego, reż. Janusz Zaorski (słuchowisko Programu 1 Polskiego Radia, zgłoszone przez Teatr Polskiego Radia)

Nagroda im. Janusza Hajduna za realizację akustyczną
- Andrzej Brzoska – słuchowisko Kartoteka według dramatu Tadeusza Różewicza, reż. Tomasz Man (zgłoszenie Programu 1 Polskiego Radia)

Opracowanie muzyczne
- Marian Szałkowski – słuchowisko Excentrycy

Nagroda aktorska za rolę kobiecą
- Anna Polony – rola Cristy w słuchowisku Czy lubi pani Schuberta? według dramatu Rafaela Mendizábala, reż. Wojciech Markiewicz (zgłoszenie Programu 1 Polskiego Radia)

Nagroda aktorska za rolę męską
- Robert Więckiewicz – rola Syna w słuchowisku Jeszcze się spotkamy młodsi Krzysztofa Czeczota

Nagroda aktorska za rolę drugoplanową
- Anna Chodakowska – rola Adeli w słuchowisku Czy lubi pani Schuberta?

Wyróżnienie aktorskie za rolę drugoplanową
- Sławomir Orzechowski – rola Nadzorcy Batożnika w słuchowisku Proces według powieści Franza Kafki, reż. Jan Warenycia (zgłoszenie Programu 2 Polskiego Radia)

Honorowa nagroda zespołowa dla producenta słuchowisk
- Polskie Radio Pomorza i Kujaw – „za atrakcyjną propozycję repertuarową”

Nagroda Honorowa im. Krzysztofa Zaleskiego – „za twórczość odrzucającą stereotypy i łatwe nowinki, umocowaną w pamięci i historii, dotyczącą problemów współczesności”
- Tomasz Man – za reżyserię i adaptację słuchowiska Kartoteka według dramatu Tadeusza Różewicza

#### W kategorii spektakli Teatru TV
Grand prix – spektakl W roli Boga Marka St. Germaina, reż. Tomasz Wiszniewski
- Tomasz Wiszniewski – za reżyserię
- Janusz Gajos – za rolę dra Jacka Klee
- Katarzyna Gniewkowska – za rolę Nelly Larkin
- Paweł Królikowski – za rolę Domenico Pierro
- Dominika Ostałowska – za rolę dr Ann Ross
- Magdalena Schejbal – za rolę dr Kiery Banks
- Krzysztof Stroiński – za rolę Ojca Dunbar
- Andrzej Zieliński – za rolę dra Alexa Gormana

Reżyseria
- Tomasz Wiszniewski – spektakl W roli Boga

Oryginalny polski tekst dramatyczny
- Adam Wojtyszko i Maciej Wojtyszko – spektakl Powidoki w reżyserii Macieja Wojtyszki

Zdjęcia
- Jeremi Prokopowicz – spektakl Wróg ludu Henryka Ibsena, reż. Piotr Trzaskalski

Nagroda za twórczą realizację telewizyjną
- Mariuszowi Malec – spektakl na podstawie Ferdydurke Witolda Gombrowicza

Scenografia
- Wojciech Żogała – spektakl Wróg ludu

Muzyka
- Jakub Kapsa – spektakl Gry operacyjne, reż. Agnieszka Lipiec-Wróblewska

Montaż
- Milenia Fiedler – spektakl W roli Boga

Nagroda aktorska za rolę kobiecą
- Nina Czerkies – rola Katarzyny Kobro w spektaklu Powidoki

Nagroda aktorska za rolę męską
- Mariusz Wojciechowski – rola Władysława Strzemińskiego w spektaklu Powidoki

Wyróżnienia aktorskie
- Krzysztof Globisz – rola Petera Stockmanna w spektaklu Wróg ludu
- Agnieszka Mandat – rola Marii Jakowlewny w spektaklu Rosyjskie konfitury Ludmiły Ulickiej, reż. Krystyna Janda
- Krzysztof Stelmaszyk – rola Ericha von dem Bacha w spektaklu Przerwanie działań wojennych, reż Juliusz Machulski

Nagroda Honorowa im. Krzysztofa Zaleskiego – „za twórczość odrzucającą stereotypy i łatwe nowinki, umocowaną w pamięci i historii, dotyczącą problemów współczesności”
- Spektakl Powidoki w reżyserii Macieja Wojtyszki

#### Wielka Nagroda Festiwalu za wybitne kreacje aktorskie
Wielką Nagrodę Festiwalu „Dwa Teatry – Sopot 2010” za wybitne kreacje aktorskie w Teatrze Polskiego Radia i Teatrze Telewizji otrzymał Janusz Gajos.

## 2011
źródła:
XI Festiwal Teatru Polskiego Radia i Teatru Telewizji Polskiej „Dwa Teatry – Sopot 2011” odbył się w dniach 18–20 czerwca 2011.

### Jury

#### Jury radiowe
- Grażyna Barszczewska (przewodnicząca)
- Wojciech Fułek
- Piotr Moss
- Bogusław Schaeffer
- Tadeusz Skoczek

#### Jury telewizyjne
- Krzysztof Zanussi (przewodniczący)
- Halina Łabonarska
- Rafał Olbiński
- Zbigniew Wichłacz
- Piotr Wojciechowski

### Laureaci

#### W kategorii słuchowisk Teatru PR
Grand Prix – słuchowisko Somosierra Pawła Sztarbowskiego (zgłoszone do konkursu przez Program 1 Polskiego Radia)
- Paweł Sztarbowski – za tekst
- Paweł Łysak – za reżyserię
- Tomasz Perkowski – za realizację akustyczną
- Tomasz Obertyn – za opracowanie muzyczne

Reżyseria:
- Tomasz Man – słuchowisko Sex machine jego autorstwa (zgłoszone do konkursu przez Program 3 Polskiego Radia)

Scenariusz oryginalny
- Andrzej Bart – słuchowisko Boulevard Voltaire w jego reżyserii (zgłoszone do konkursu przez Program 2 Polskiego Radia); ten sam utwór dramatyczny Andrzej Bart wyreżyserował także dla Teatru TV – zob. niżej nagrody w kategorii spektakli Teatru TV

Scenariusz będący adaptacją, ex aequo:
- Bogumiła Prządka – słuchowisko Miłość korepetytora według powieści Balzakiana Jacka Dehnela, reż. Janusz Kukuła (zgłoszone do konkursu przez Program 2 Polskiego Radia)
- Henryk Rozen – słuchowisko Ulica według powieści Ulica Daniela Odiji, reż. Henryk Rozen (zgłoszone do konkursu przez Radio Gdańsk)

Nagroda im. Janusza Hajduna za realizację akustyczną
- Ryszard Szmit – słuchowisko Bóg zapłacz! według powieści Bóg zapłacz! Włodzimierza Kowalewskiego, reż. Janusz Kijowski (zgłoszone do konkursu przez Radio Olsztyn)

Opracowanie muzyczne
- Igor Gawlikowski i Marek Otwinowski (Karbido) – muzyka i opracowanie dźwiękowe słuchowiska Sex machine Tomasza Mana

Nagroda aktorska za rolę kobiecą
- Jadwiga Jankowska-Cieślak – rola Matki w słuchowisku Sex machine Tomasza Mana

Nagroda aktorska za rolę męską
- Mariusz Bonaszewski – role w dwóch słuchowiskach:
  - Edyp w słuchowisku Król Edyp według dramatu Sofoklesa, reż. Waldemar Modestowicz
  - Jerzy w słuchowisku Kiedy nie mogę uciec Jacka Raginisa w reżyserii autora (zgłoszone do konkursu przez Program 1 Polskiego Radia)

Nagroda aktorska za rolę drugoplanową
- Grzegorz Gromek – rola Doktora Tubiełły w słuchowisku Bóg zapłacz!, reż. Janusz Kijowski

Honorowa nagroda zespołowa dla producenta słuchowisk
- Program 1 Polskiego Radia – „który mimo kryzysów, przeciwności losu i zmiennych sytuacji, niezmiennie pozostaje wiodącą sceną Teatru Polskiego Radia”

Nagroda Honorowa im. Krzysztofa Zaleskiego – „za twórczość odrzucającą stereotypy i łatwe nowinki, umocowaną w pamięci i historii, dotyczącą problemów współczesności”
- słuchowisko Ulica Henryka Rozena według powieści Ulica Daniela Odiji, reż. Henryk Rozen (zgłoszone do konkursu przez Radio Gdańsk)

Wyróżnienia honorowe w formie rekomendacji do powtórzenia na antenie ogólnopolskiej i antenach rozgłośni regionalnych
- Słuchowisko W tych drzewach jest dużo miejsca według tekstów Mariusza Kazańczuka w adaptacji i reżyserii Marii Brzezińskiej (zgłoszone do konkursu przez Radio Lublin)
- Słuchowisko Po sobie według poezji Artura Daniela Liskowackiego w adaptacji i reżyserii Waldemara Modestowicza (zgłoszone do konkursu przez Radio Szczecin)

#### W kategorii spektakli Teatru TV
Grand prix – spektakl Kontrym Marka Pruchniewskiego, reż. Marcin Fischer
- Marek Pruchniewski – za tekst
- Marcin Fischer – za reżyserię
- Jan Frycz – za rolę Bolesława Kontryma „Żmudzina”
- Redbad Klijnstra – za rolę Józefa Światły
- Paweł Flis – za zdjęcia

Reżyseria
- Andrzej Bart – spektakl Boulevard Voltaire (zob. też wyżej nagrody w kategorii słuchowisk Teatru PR – słuchowisko tego samego autora i pod tym samym tytułem)

Oryginalny polski tekst dramatyczny lub adaptacja
- Andrzej Bart – spektakl Boulevard Voltaire, reż. Andrzej Bart

Zdjęcia
- Witold Adamek – spektakl Boulevard Voltaire Andrzeja Barta

Nagroda za twórczą realizację telewizyjną
- Adam Sikora – spektakl Auslöschung – Wymazywanie, reż. Krystian Lupa

Scenografia
- Izabela Chełkowska – spektakl Księżyc i magnolie, reż. Maciej Wojtyszko

Muzyka oryginalna lub opracowanie muzyczne
- Michał Lorenc – za muzykę do spektaklu Wierność, reż. Paweł Woldan

Montaż
- Anna Dymek – spektakl Czarnobyl – cztery dni w kwietniu, reż. Janusz Dymek

Nagroda aktorska za rolę kobiecą
- Ewa Wiśniewska – role w dwóch spektaklach:
  - Pani Bouvier w spektaklu Napis, reż. Wojciech Nowak
  - Pani Z w spektaklu Boulevard Voltaire Andrzeja Barta

Nagroda aktorska za rolę męską
- Janusz Gajos – rola Pana R w spektaklu Boulevard Voltaire Andrzeja Barta

Honorowe wyróżnienia aktorskie
- Agnieszka Grochowska – rola Pauliny w spektaklu Boulevard Voltaire Andrzeja Barta
- Grzegorz Damięcki – rola Pana Lebrun w spektaklu Napis, reż. Wojciech Nowak
- Leszek Lichota – rola Adama w spektaklu Czarnobyl – cztery dni w kwietniu, reż. Janusz Dymek

Nagroda Honorowa im. Krzysztofa Zaleskiego – „za twórczość odrzucającą stereotypy i łatwe nowinki, umocowaną w pamięci i historii, dotyczącą problemów współczesności”
- Spektakl Czarnobyl – cztery dni w kwietniu autorstwa Janusza Dymka, Sławomira Popowskiego i Igora Sawina, w reżyserii Janusza Dymka

#### Wielka Nagroda Festiwalu za wybitne kreacje aktorskie
Wielką Nagrodę Festiwalu „Dwa Teatry – Sopot 2011” za wybitne kreacje aktorskie w Teatrze Polskiego Radia i Teatrze Telewizji otrzymał Jerzy Trela.

## 2012
źródła:
XII Festiwal Teatru Polskiego Radia i Teatru Telewizji Polskiej „Dwa Teatry – Sopot 2012” odbył się w dniach 19–21 maja 2012.

### Jury

#### Jury radiowe
- Grażyna Barszczewska (przewodnicząca), aktorka
- Jerzy Limon, pisarz i teatrolog
- Wojciech Rajski, dyrygent
- Jacek Snopkiewicz, dziennikarz
- Maciej Wojtyszko, reżyser i pisarz

#### Jury telewizyjne
- Janusz Majewski (przewodniczący), reżyser
- Maria Malatyńska, krytyk filmowy i teatralny
- Dorota Roqueplo, kostiumograf
- Adam Sikora, operator filmowy
- Artur Żmijewski, aktor

### Laureaci

#### W kategorii słuchowisk Teatru PR
Grand Prix – słuchowisko Hamlet Williama Szekspira, zgłoszone do konkursu przez Program 1 Polskiego Radia
- Waldemar Modestowicz – za reżyserię
- Marcin Hycnar – za rolę Hamleta
- Piotr Moss – za opracowanie muzyczne
- Andrzej Brzoska – za realizację akustyczną

Reżyseria, ex aequo:
- Anna Wieczur–Bluszcz – słuchowisko Mizantrop, zgłoszone do konkursu przez Teatr Polskiego Radia
- Dariusz Błaszczyk – słuchowisko Zegar bije, zgłoszone do konkursu przez Teatr Polskiego Radia

Scenariusz oryginalny
- Tomasz Man – słuchowisko Moja ABBA, reż. Tomasz Man, zgłoszone do konkursu przez Program 3 Polskiego Radia

Scenariusz będący adaptacją
- Bogumiła Prządka – za scenariusze dwóch słuchowisk zgłoszonych do konkursu przez Program 2 Polskiego Radia:
  - Dziura w niebie według powieści Tadeusza Konwickiego, reż. Paweł Łysak
  - Zbrodnia w Dzielnicy Północnej według powieści Stefana Kisielewskiego, reż. Waldemar Modestowicz

Muzyka oryginalna lub opracowanie muzyczne
- Tomasz Obertyn – za muzykę i opracowanie dźwiękowe dwóch słuchowisk:
  - Obłomow, reż. Agnieszka Lipiec-Wróblewska, zgłoszone przez Teatr Polskiego Radia
  - Zbrodnia w Dzielnicy Północnej według powieści Stefana Kisielewskiego, reż. Waldemar Modestowicz, zgłoszone przez Program 2 Polskiego Radia

Nagroda im. Janusza Hajduna za realizację akustyczną
- Andrzej Brzoska – za realizację akustyczną w trzech słuchowiskach:
  - Moja ABBA, reż. Tomasz Man, zgłoszone przez Program 3 Polskiego Radia
  - Mizantrop, reż. Anna Wieczur-Bluszcz, zgłoszone przez Teatr Polskiego Radia
  - Obłomow, reż. Agnieszka Lipiec-Wróblewska, zgłoszone przez Teatr Polskiego Radia

Nagroda aktorska za rolę kobiecą
- Ewa Konstancja Bułhak – za rolę Olgi w słuchowisku Obłomow, reż. Agnieszka Lipiec-Wróblewska, zgłoszone przez Teatr Polskiego Radia

Nagroda aktorska za rolę męską
- Przemysław Bluszcz – za rolę Alcesta w słuchowisku Mizantrop, reż. Anna Wieczur-Bluszcz, zgłoszone przez Teatr Polskiego Radia

Nagroda aktorska za rolę drugoplanową, ex aequo:
- Mirosława Krajewskia – za rolę Babki Linsrumowej w słuchowisku Dziura w niebie, reż. Paweł Łysak, audycja zgłoszona przez Program 2 Polskiego Radia
- Grzegorz Gzyl – za rolę Janka w słuchowisku Bliżej piekła, reż. Henryk Rozen, audycja zgłoszona przez Radio Gdańsk

Nagroda honorowa im. Krzysztofa Zaleskiego za „twórczość odrzucającą stereotypy i łatwe nowinki, umocowaną w pamięci i historii, dotyczącą problemów współczesności”
- Słuchowisko Próba czytania Marii Brzezińskiej (adaptacja i reżyseria). Scenariusz powstał w oparciu o opowiadania Justyny Białowąs[25]. Audycja została zgłoszona do konkursu przez Polskie Radio Lublin.

Honorowa nagroda zespołowa dla producenta słuchowisk
- Program 1 Polskiego Radia – „za atrakcyjną ofertę programową”

Wyróżnienia honorowe w formie rekomendacji do powtórzenia na antenie ogólnopolskiej i antenach rozgłośni regionalnych
- Słuchowisko Hibakusha Dany Łukasińskiej w reżyserii Janusza Kukuły; zgłoszenie Programu 3 Polskiego Radia
- Słuchowisko Koniec świata w Dębkach autorstwa i w reżyserii Moniki Powalisz; zgłoszenie Programu 1 Polskiego Radia

Pozostałe wyróżnienia
- Wyróżnienie dla Maliny Prześlugi za tekst Nic Dzika Mrówka, Adam i Ewa, będący podstawą adaptacji słuchowiska pod tym samym tytułem, zgłoszonego przez poznańskie Radio Merkury

#### W kategorii spektakli Teatru TV
Grand prix – spektakl Getsemani Davida Hare’a
- Waldemar Krzystek – za reżyserię
- Mariusz Bonaszewski – za rolę Otto Fallona
- Agata Przybył i Andrzej Przybył – za scenografię

Reżyseria
- Łukasz Wylężałek – spektakl Najweselszy człowiek własnego autorstwa

Oryginalny polski tekst dramatyczny lub adaptacja
- Juliusz Machulski – spektakl Next-ex, reż. Juliusz Machulski

Zdjęcia
- Wojciech Todorow – spektakl Najweselszy człowiek, reż. Łukasz Wylężałek

Nagroda za twórczą realizację telewizyjną
- Józef Kowalewski – spektakl Zmierzch bogów, reż. Grzegorz Wiśniewski

Scenografia
- Anna Wunderlich – spektakl Najweselszy człowiek, reż. Łukasz Wylężałek

Muzyka oryginalna lub opracowanie muzyczne
- Jerzy Satanowski – za muzykę do spektaklu Skarpetki, opus 124 Daniela Colasa, reż. Maciej Englert

Montaż
- Beata Barciś – za montaż trzech spektakli:
  - Najweselszy człowiek, reż. Łukasz Wylężałek
  - Next-ex, reż. Juliusz Machulski
  - Rzecz o banalności miłości, reż. Feliks Falk

Nagroda aktorska za rolę kobiecą, ex aequo za rolę Hanny Arendt w spektaklu Rzecz o banalności miłości Sawjona Liebrechta w reż. Feliksa Falka:
- Teresa Budzisz-Krzyżanowska
- Agnieszka Grochowska

Nagroda aktorska za rolę męską, ex aequo:
- Piotr Fronczewski – rola Verdiera w spektaklu Skarpetki, opus 124 Daniela Colasa, reż. Maciej Englert
- Wojciech Pszoniak – rola Brémonta w spektaklu Skarpetki, opus 124 Daniela Colasa, reż. Maciej Englert

Honorowe wyróżnienia aktorskie
- Emilia Nagórka – rola Suzette Guest w spektaklu Getsemani, reż. Waldemar Krzystek
- Julia Rosnowska – rola Marysi w spektaklu Next-ex, reż. Juliusz Machulski
- Maciej Stuhr – rola Cosme McMoon w spektaklu Boska!, reż. Andrzej Domalik

Nagroda Honorowa im. Krzysztofa Zaleskiego – „za twórczość odrzucającą stereotypy i łatwe nowinki, umocowaną w pamięci i historii, dotyczącą problemów współczesności”
- Spektakl Rzecz o banalności miłości Sawjona Liebrechta, w reżyserii Feliksa Falka

Plebiscyt „najlepszy z najlepszych” – w 2012 po raz pierwszy widzowie wybrali drogą głosowania najlepsze ich zdaniem przedstawienie spośród tych, które zdobyły Grand Prix poprzednich edycji festiwalu.
- Spektakl Kontrym Marka Pruchniewskiego w reżyserii Marcina Fischera.

#### Wielka Nagroda Festiwalu za wybitne kreacje aktorskie
Wielką Nagrodę Festiwalu „Dwa Teatry – Sopot 2012” za wybitne kreacje aktorskie w Teatrze Polskiego Radia i Teatrze Telewizji otrzymali Anna Seniuk i Jerzy Stuhr.

## 2013
XIII Festiwal Teatru Polskiego Radia i Teatru Telewizji Polskiej „Dwa Teatry – Sopot 2013” odbył się w dniach 1–3 czerwca 2013.

### Jury

#### Jury radiowe
źródła
- Magdalena Zawadzka (przewodnicząca), aktorka
- Paweł Huelle, pisarz
- Jerzy Limon, anglista, literaturoznawca, pisarz, teatrolog
- Leszek Możdżer, kompozytor, pianista jazzowy, producent muzyczny
- Józef Opalski, teatrolog, muzykolog, literaturoznawca, publicysta, reżyser teatralny

#### Jury telewizyjne
źródło
- Barbara Borys-Damięcka (przewodnicząca), reżyser teatralny i telewizyjny
- Jacek Cieślak, dziennikarz, krytyk teatralny
- Michał Komar, scenarzysta, krytyk filmowy, autor sztuk teatralnych, wydawca, publicysta
- Paweł Łysak, reżyser teatralny
- Kinga Preis, aktorka

### Laureaci

#### W kategorii słuchowisk Teatru PR
źródło
Grand Prix festiwalu – twórcy słuchowiska Mewa Borysa Akunina, zgłoszone do konkursu przez Program 2 Polskiego Radia
- Igor Gorzkowski – za adaptację i reżyserię
- Andrzej Brzoska – za realizację akustyczną
- Piotr Tabakiernik – za muzykę

Reżyseria
- Paweł Łysak – słuchowisko Prorok Ilja według dramatu Tadeusza Słobodzianka, zgłoszone do konkursu przez Program 2 Polskiego Radia

Scenariusz oryginalny
- Włodzimierz Kowalewski – słuchowisko Powrót do Breitenheide, reż. Marek Markiewicz, zgłoszone do konkursu przez Polskie Radio Olsztyn

Scenariusz będący adaptacją, ex aequo:
- Dariusz Błaszczyk – słuchowisko Wszystko płynie według powieści Wasilija Grossmana, reż. Dariusz Błaszczyk, zgłoszone do konkursu przez Teatr Polskiego Radia
- Maciej Wojtyszko – słuchowisko musicalowe Nie uchodzi, nie uchodzi, czyli Damy i huzary według komedii Aleksandra Fredry, reż. Maciej Wojtyszko, zgłoszone do konkursu przez Program 1 Polskiego Radia

Realizacja akustyczna (nagroda im. Janusza Hajduna)
- Paweł Szaliński – słuchowisko Zabić motyla, reż. Jan Warenyc, zgłoszone do konkursu przez Teatr Polskiego Radia

Muzyka oryginalna lub opracowanie muzyczne
- Jerzy Derfel – za muzykę oryginalną w słuchowisku musicalowym Nie uchodzi, nie uchodzi, czyli Damy i huzary, reż. Maciej Wojtyszko

Nagroda aktorska za rolę kobiecą, ex aequo:
- Sonia Bohosiewicz – za rolę żony w słuchowisku Ich czworo, reż. Jerzy Stuhr, zgłoszone do konkursu przez Polskie Radio Kraków
- Halina Skoczyńska – za rolę Iriny Nikołajewny Arkadiny w słuchowisku Mewa, reż. Igor Gorzkowski

Nagroda aktorska za rolę męską
- Henryk Talar – za role w dwóch słuchowiskach:
  - Prorok Ilja w słuchowisku Prorok Ilia, reż. Paweł Łysak
  - Jewgienij Siergiejewicz Dorn w słuchowisku Mewa, reż. Igor Gorzkowski

Nagroda aktorska za rolę drugoplanową
- Maja Ostaszewska – za rolę Anny w słuchowisku Wszystko płynie, reż. Dariusz Błaszczyk

Nagroda Honorowa im. Krzysztofa Zaleskiego – „za twórczość odrzucającą stereotypy i łatwe nowinki, umocowaną w pamięci i historii, dotyczącą problemów współczesności”
- słuchowisko Wszystko płynie, reż. Dariusz Błaszczyk

Honorowa nagroda zespołowa dla producenta słuchowisk, czyli Rozgłośni Regionalnej lub Programu Polskiego Radia za trafność i atrakcyjność propozycji repertuarowej
- Polskie Radio Kraków – za „powrót słuchowisk na antenę oraz pielęgnowanie szlachetnej tradycji spektaklu radiowego z udziałem publiczności”

Wyróżnienia
- Krzysztof Orzechowski – za rolę Narratora w słuchowisku Wesele (akt II) według dramatu autorstwa Stanisława Wyspiańskiego, reż. Andrzej Seweryn, zgłoszone do konkursu przez Polskie Radio Kraków

#### W kategorii spektakli Teatru TV
źródło
Grand Prix festiwalu – twórcy spektaklu Tango Sławomira Mrożka
- Jerzy Jarocki – za reżyserię (pośmiertnie)
- Jerzy Juk-Kowarski – za scenografię
- Stanisław Radwan – za muzykę
- Marcin Hycnar – za rolę Artura
- Ewa Wiśniewska – za rolę Eugenii
- Jan Frycz – za rolę Stomila
- Katarzyna Gniewkowska – za rolę Eleonory
- Jan Englert – za rolę Eugeniusza
- Grzegorz Małecki – za rolę Edka
- Kamilla Baar – za rolę Ali

Reżyseria
- Marcin Wrona – spektakl Moralność pani Dulskiej Gabrieli Zapolskiej

Oryginalny współczesny polski tekst dramatyczny lub adaptacja teatralna
- Andrzej Bart – spektakl Bezdech, reż. Andrzej Bart

Zdjęcia
- Jan Holoubek – spektakl Moralność pani Dulskiej, reż. Marcin Wrona

Nagroda za twórczą realizację telewizyjną
- Zbigniew Wichłacz – za realizację dwóch spektakli:
  - Bracia Karamazow (adaptacja powieści Fiodora Dostojewskiego), reż. Janusz Opryński
  - Tango, reż. Jerzy Jarocki

Scenografia
- Anna Wunderlich – spektakl Moralność pani Dulskiej, reż. Marcin Wrona

Muzyka oryginalna lub opracowanie muzyczne
- Zbigniew Zbrowski – za opracowanie muzyczne spektaklu Bezdech, reż. Andrzej Bart

Montaż
- Milena Fiedler – spektakl Bezdech, reż. Andrzej Bart

Nagroda aktorska za rolę kobiecą
- Magdalena Cielecka – za rolę pani Dulskiej w spektaklu Moralność pani Dulskiej, reż. Marcin Wrona

Nagroda aktorska za rolę męską, ex aequo:
- Bogusław Linda – za rolę Jerzego w spektaklu Bezdech, reż. Andrzej Bart
- Łukasz Lewandowski – za dwie role:
  - Iwan w spektaklu Bracia Karamazow, reż. Janusz Opryński
  - Drugi mężczyzna w spektaklu Iluzje, reż. Agnieszka Glińska

Nagroda Honorowa im. Krzysztofa Zaleskiego – „za twórczość odrzucającą stereotypy i łatwe nowinki, umocowaną w pamięci i historii, dotyczącą problemów współczesności”
- Zespół Teatru Telewizji – za pomysł i realizację projektu Trzy razy Fredro

Honorowe wyróżnienia aktorskie
- Jaśmina Polak – za rolę Hesi w spektaklu Moralność pani Dulskiej, reż. Marcin Wrona
- Zofia Wichłacz – za rolę Meli w spektaklu Moralność pani Dulskiej, reż. Marcin Wrona
- Arkadiusz Jakubik – za rolę Dzidka w spektaklu Bezdech, reż. Andrzej Bart
- Dawid Ogrodnik – za rolę Patryka w spektaklu Bezdech, reż. Andrzej Bart

#### Wielka Nagroda Festiwalu za wybitne kreacje aktorskie
Wielką Nagrodę Festiwalu „Dwa Teatry – Sopot 2013” za wybitne kreacje aktorskie w Teatrze Polskiego Radia i Teatrze Telewizji otrzymali Anna Polony i Ignacy Gogolewski.

## 2014
XIV Festiwal Teatru Polskiego Radia i Teatru Telewizji Polskiej „Dwa Teatry – Sopot 2014” odbył się w dniach 14–16 czerwca 2014.

### Jury

#### Jury radiowe
źródła
- Danuta Stenka (przewodnicząca)
- Elżbieta Pleszkun-Olejniczakowa
- Tadeusz Dąbrowski
- Jerzy Gruza
- Edward Pałłasz

#### Jury telewizyjne
źródło
- Maja Ostaszewska (przewodnicząca)
- Krzysztof Babicki
- Andrzej Bart
- Zdzisław Pietrasik
- Wojciech Todorow

### Laureaci

#### W kategorii słuchowisk Teatru PR
źródło
Grand Prix festiwalu – twórcy słuchowiska Królowa i Szekspir według dramatu Esther Vilar, zgłoszone do konkursu przez Program 1 Polskiego Radia
- Janusz Kukuła – za reżyserię
- Krzysztof Sielicki – za adaptację
- Maria Pakulnis – za rolę Królowej Elżbiety I

Reżyseria
- Dariusz Błaszczyk – słuchowisko Mistrz Manole na podstawie rumuńskiej ballady ludowej, zgłoszone do konkursu przez Teatr Polskiego Radia

Scenariusz oryginalny, ex aequo:
- Marek Kochan – słuchowisko Trzej panowie jadą autem, reż. Adam Wojtyszko, zgłoszone do konkursu przez Program 3 Polskiego Radia
- Sebastian Majewski – słuchowisko Nietoty, reż. Jan Klata, zgłoszone do konkursu przez Radio Kraków

Scenariusz będący adaptacją
- Jan Warenycia – słuchowisko Trylogia. Fuga alla polacca według opowiadania Zbigniewa Wojnarowskiego, reż. Jan Warenycia, zgłoszone do konkursu przez Teatr Polskiego Radia.

Realizacja akustyczna (nagroda im. Janusza Hajduna)
- Andrzej Brzoska – słuchowisko Andy, tekst i reż. Krzysztof Czeczot, zgłoszone do konkursu przez Program 3 Polskiego Radia

Muzyka oryginalna lub opracowanie muzyczne
- Jacek Hałas – za muzykę oryginalną w słuchowisku Mistrz Manole na podstawie rumuńskiej ballady ludowej, reż. Dariusz Błaszczyk, zgłoszone do konkursu przez Teatr Polskiego Radia

Nagroda aktorska za rolę kobiecą
- Anna Cieślak – za rolę tytułową w słuchowisku Salome Oscara Wilde’a, reż. Dariusz Błaszczyk, zgłoszone do konkursu przez Program 2 Polskiego Radia

Nagroda aktorska za rolę męską
- Adam Woronowicz – za rolę tytułową w słuchowisku Andy, tekst i reż. Krzysztof Czeczot, zgłoszone do konkursu przez Program 3 Polskiego Radia

Nagroda aktorska za drugoplanową rolę kobiecą
- Wiktoria Gorodeckaja – za rolę Andżeliki w słuchowisku Próba na podstawie dramatu Pierre’a de Marivaux, reż. Edward Wojtaszek, zgłoszone do konkursu przez Program 2 Polskiego Radia

Nagroda aktorska za drugoplanową rolę męską
- Łukasz Lewandowski – za rolę akwizytora słuchowisku Abrakadabra Tomasza Macieja Trojanowskiego, reż. Waldemar Modestowicz, zgłoszone do konkursu przez Program 1 Polskiego Radia

Nagroda Honorowa im. Krzysztofa Zaleskiego – „za twórczość odrzucającą stereotypy i łatwe nowinki, umocowaną w pamięci i historii, dotyczącą problemów współczesności”
- Waldemar Modestowicz jako reżyser słuchowisk: Abrakadabra Tomasza Macieja Trojanowskiego, Lala Jacka Dehnela, Ryszard III. Gra o tron na podstawie dramatu Williama Szekspira oraz Upadek z trzepaka Sławomira Rogowskiego

Honorowa nagroda zespołowa dla producenta słuchowisk, czyli Rozgłośni Regionalnej lub Programu Polskiego Radia za trafność i atrakcyjność propozycji repertuarowej
- Polskie Radio Program II – za „różnorodną ofertę programową”

Wyróżnienia honorowe w formie rekomendacji do powtórzenia na antenie Polskiego Radia
- W środku słońca gromadzi się popiół – tekst Artur Pałyga, reż. Paweł Łysak, zgłoszone do konkursu przez Polskie Radio Pomorza i Kujaw
- Bowiem jak śmierć potężna jest pamięć – tekst i reżyseria Mieczysław Abramowicz, zgłoszone do konkursu przez Radio Gdańsk
- Casting, czyli Długa rozmowa o filmie, którego nikt nie będzie chciał oglądać – tekst Andrzej Mularczyk, reż. Janusz Kukuła, zgłoszone do konkursu przez Program 1 Polskiego Radia
- Beztlenowce – tekst i reżyseria Ingmar Villqist, zgłoszone do konkursu przez Program 3 Polskiego Radia

#### W kategorii spektakli Teatru TV
źródło
Grand Prix festiwalu – twórcy spektaklu Skutki uboczne Petra Zelenki
- Leszek Dawid – za reżyserię
- Łukasz Gutt – za zdjęcia
- Katarzyna Sobańska i Marcel Sławiński – za scenografię
- Bartosz Straburzyński – za muzykę
- Anna Radwan – za rolę Jany
- Krzysztof Stroiński – za rolę Jerzego
- Adam Ferency – za rolę Jana
- Magdalena Czerwińska – za rolę Ewy
- Dawid Ogrodnik – za rolę Hanki

Reżyseria
- Robert Talarczyk – spektakl Piąta strona świata według powieści Kazimierza Kutza, „za oryginalne przeniesienie do telewizji spektaklu teatru żywego planu”

Oryginalny współczesny polski tekst dramatyczny lub adaptacja teatralna
- Robert Talarczyk – spektakl Piąta strona świata, za „twórczą adaptację niezwykłej powieści Kazimierza Kutza”, reż. Robert Talarczyk

Zdjęcia
- Marcin Koszałka – spektakl Korzeniec Zbigniewa Białasa, reż. Remigiusz Brzyk, za „sposób obrazowania wnoszący nową jakość do spektaklu Korzeniec”

Nagroda za twórczą realizację telewizyjną
- Leszek Ptaszyński – spektakl Piąta strona świata według powieści Kazimierza Kutza, reż. Robert Talarczyk

Scenografia
- Remigiusz Brzyk – spektakl Korzeniec Zbigniewa Białasa, reż. Remigiusz Brzyk

Muzyka oryginalna lub opracowanie muzyczne
- Stanisław Radwan – za kompozycje do dwóch spektakli:
  - Miłość na Krymie Sławomira Mrożka, reż. teatralna Jerzy Jarocki, reż. telewizyjna Jan Englert
  - Udręka życia Hanocha Levina, reż. Jan Englert

Montaż
- Maciej Pawliński – spektakl Skutki uboczne Petra Zelenki, reż. Leszek Dawid

Nagroda aktorska za rolę kobiecą
- Anna Seniuk – za trzy role:
  - Lewiwa w spektaklu Udręka życia Hanocha Levina reż. Jan Englert
  - Matriona Wasiljewna Czelcowa w spektaklu Miłość na Krymie Sławomira Mrożka, reż. teatralna Jerzy Jarocki, reż. telewizyjna Jan Englert
  - Alicja w spektaklu Brancz, tekst i reż. Juliusz Machulski

Nagroda aktorska za rolę męską
- Jan Frycz – za rolę Iwana Nikołajewicza Zachedryńskiego w spektaklu Miłość na Krymie Sławomira Mrożka, reż. Jan Englert

Nagroda Honorowa im. Krzysztofa Zaleskiego – „za twórczość odrzucającą stereotypy i łatwe nowinki, umocowaną w pamięci i historii, dotyczącą problemów współczesności”
- Jan Englert – za reżyserię telewizyjną spektaklu Miłość na Krymie Sławomira Mrożka w reżyserii Jerzego Jarockiego

Honorowe wyróżnienia aktorskie
- Jolanta Fraszyńska – za rolę Lily Karłownej Swietłowej w spektaklu Miłość na Krymie Sławomira Mrożka, reż. teatralna Jerzy Jarocki, reż. telewizyjna Jan Englert
- Dariusz Chojnacki – za rolę Bohatera w spektaklu Piąta strona świata według powieści Kazimierza Kutza, reż. Robert Talarczyk
- Edyta Ostojak – za role Ester Pławner, Żydówki i służącej Korzeńców w spektaklu Korzeniec Zbigniewa Białasa, reż. teatralna Remigiusz Brzyk, reż. telewizyjna Marcin Koszałka

#### Wielka Nagroda Festiwalu za wybitne kreacje aktorskie
Wielką Nagrodę Festiwalu „Dwa Teatry – Sopot 2014” za wybitne kreacje aktorskie w Teatrze Polskiego Radia i Teatrze Telewizji otrzymali Teresa Budzisz-Krzyżanowska i Wojciech Pszoniak.

## 2015
XV Festiwal Teatru Polskiego Radia i Teatru Telewizji Polskiej „Dwa Teatry – Sopot 2015” odbył się w dniach 27–29 czerwca 2015.

### Jury

#### Jury radiowe
źródła: 
- Elżbieta Pleszkun-Olejniczakowa (przewodnicząca)
- Krzysztof Gordon
- Jerzy Limon
- Maria Pakulnis
- Edward Pałłasz

#### Jury telewizyjne
- Teresa Budzisz-Krzyżanowska
- Mikołaj Grabowski
- Marek Kuczyński
- Marek Pruchniewski
- Adam Sikora

### Laureaci

#### W kategorii słuchowisk Teatru PR
źródła
Grand Prix festiwalu – twórcy słuchowiska Podróż na Księżyc, zgłoszone do konkursu przez Program 2 Polskiego Radia
- Monika Milewska – za tekst
- Anna Wieczur-Bluszcz – za reżyserię
- Maciej Kubera – za realizację akustyczną
- Jan Englert – za rolę za rolę Georges’a Mélièsa
- Jerzy Radziwiłłowicz – za rolę Ludwika Lumière'a

Reżyseria (ex aequo)
- Maria Brzezińska – słuchowisko Świat nie jest dobry na serce według wierszy Bogdana Zadury (słuchowisko zgłoszone przez Radio Lublin)
- Waldemar Modestowicz – Drzazgi Tomasza Macieja Trojanowskiego (słuchowisko zgłoszone przez Pierwszy Program Polskiego Radia).

Scenariusz oryginalny
- Tomasz Maciej Trojanowski – Drzazgi

Scenariusz będący adaptacją
- Darek Błaszczyk za scenariusz słuchowiska Ukryty w słońcu według powieści Ireneusza Iredyńskiego (zgłoszenie Teatru Polskiego Radia).

Realizacja akustyczna (nagroda im. Janusza Hajduna)
- Maciej Kubera – słuchowisko Ukryty w słońcu, zgłoszone do konkursu przez Teatr Polskiego Radia

Muzyka oryginalna lub opracowanie muzyczne
- Ignacy Zalewski – za muzykę oryginalną do słuchowiska Boska Komedia. Raj, reż. Katarzyna Michałkiewicz, zgłoszone do konkursu przez Teatr Polskiego Radia

Nagroda aktorska za rolę kobiecą
- Katarzyna Dąbrowska – za rolę Kobiety w słuchowisku Pożegnalna podróż, reż. Janusz Zaorski, zgłoszone do konkursu przez Program 3 Polskiego Radia

Nagroda aktorska za rolę męską (ex aequo)
- Krzysztof Globisz – za rolę Prowadzącego i Słuchaczy w słuchowisku Nienawidzę, reż. Ewa Kutryś, zgłoszone przez Radio Kraków
- Krzysztof Gosztyła – za rolę Autora w słuchowisku Jesienny wieczór, reż. Janusz Kukuła, zgłoszone przez Pierwszy Program Polskiego Radia

Nagroda aktorska za drugoplanową rolę kobiecą
- Anna Cieślak – za rolę Joanny w słuchowisku Ukryty w słońcu, reż. Darek Błaszczyk, zgłoszone do konkursu przez Teatr Polskiego Radia

Nagroda aktorska za drugoplanową rolę męską
- Wojciech Kwiatkowski – za rolę Dzwonnika w słuchowisku Druga matka Polska wzywa, reż. Grzegorz Styła, zgłoszone do konkursu przez Polskie Radio Rzeszów

Nagroda Honorowa im. Krzysztofa Zaleskiego – „za twórczość odrzucającą stereotypy i łatwe nowinki, umocowaną w pamięci i historii, dotyczącą problemów współczesności”
- Ewa Kutryś – adaptatorka i reżyserka słuchowiska Nienawidzę, zgłoszone do konkursu przez Radio Kraków

Honorowa nagroda zespołowa dla producenta słuchowisk, czyli Rozgłośni Regionalnej lub Programu Polskiego Radia za trafność i atrakcyjność propozycji repertuarowej
- Polskie Radio Lublin – za „różnorodną ofertę programową”

Nagroda im. Ireny i Tadeusza Byrskich „za spektakl wykorzystujący potencjał miejscowego środowiska artystycznego dla twórców słuchowiska zgłoszonego przez Rozgłośnie Regionalne Polskiego Radia” otrzymało słuchowisko Nalepa, zgłoszone do konkursu przez Polskie Radio Rzeszów), w tym nagrodzono: za tekst – Jerzego Janusza Fąfarę; za reżyserię – Grzegorza Styłę; za realizację akustyczną – Macieja Rosoła; za kreację instrumentalną – Jacka Królika.

#### W kategorii spektakli Teatru TV
Grand Prix festiwalu – twórcy spektaklu Walizka Małgorzaty Sikorskiej-Miszczuk
- Wawrzyniec Kostrzewski – za reżyserię
- Adam Ferency – za rolę Pantofelnika
- Krzysztof Globisz – za rolę narratora
- Halina Łabonarska – za rolę przewodniczki
- Łukasz Lewandowski – za rolę Poety
- Piotr Łabonarski – za muzykę
- Jakub Motylewski – za montaż
- Michał Robaczewski i Tomasz Wieczorek – za dźwięk
- Elżbieta Radke – za kostiumy

Reżyseria
- Magdalena Łazarkiewicz – spektakl Karski

Oryginalny współczesny polski tekst dramatyczny lub adaptacja teatralna
- Małgorzata Sikorska-Miszczuk – spektakl Walizka, reż. Wawrzyniec Kostrzewski

Zdjęcia
- Witold Płóciennik – spektakl Walizka, reż. Wawrzyniec Kostrzewski

Nagroda za twórczą realizację telewizyjną
- Dariusz Pawelec – spektakl (A)pollonia, reż. Krzysztof Warlikowski

Scenografia
- Ewa Gdowiok – spektakl Walizka, reż. Wawrzyniec Kostrzewski

Muzyka oryginalna lub opracowanie muzyczne
- Antoni Komasa-Łazarkiewicz – spektakl Karski, reż. Magdalena Łazarkiewicz

Montaż
- Rafał Listopad – spektakl (A)pollonia, reż. Krzysztof Warlikowski

Nagroda aktorska za rolę kobiecą
- Julia Kijowska za rolę Walentyny w spektaklu Walentyna, reż. Wojciech Faruga

Nagroda aktorska za rolę męską
- Łukasz Simlat za rolę Karskiego w spektaklu Karski, reż. Magdalena Łazarkiewicz

Nagroda Honorowa im. Krzysztofa Zaleskiego – „za twórczość odrzucającą stereotypy i łatwe nowinki, umocowaną w pamięci i historii, dotyczącą problemów współczesności”
- Magdalena Łazarkiewicz – spektakl Karski

Honorowe wyróżnienia aktorskie
- Marta Król – spektakl Walizka, reż. Wawrzyniec Kostrzewski
- Jakub Gierszał – spektakl Amazonia, reż. Bodo Kox
- Piotr Głowacki – spektakl Karski, reż. Magdalena Łazarkiewicz

#### Wielka Nagroda Festiwalu za wybitne kreacje aktorskie
Wielką Nagrodę Festiwalu „Dwa Teatry – Sopot 2015” za wybitne kreacje aktorskie w Teatrze Polskiego Radia i Teatrze Telewizji otrzymali Marian Opania i Maja Komorowska.

## 2016
XVI Festiwal Teatru Polskiego Radia i Teatru Telewizji Polskiej „Dwa Teatry – Sopot 2016” odbył się w dniach 23–25 maja 2016.

### Jury
źródło:

#### Jury radiowe
- Maria Pakulnis (przewodnicząca)[potrzebny przypis] – aktorka
- Krzysztof Gordon – aktor
- Antoni Libera – pisarz i tłumacz
- Dorota Buchwald – teatrolog
- Agnieszka Lipiec-Wróblewska – reżyserka

#### Jury telewizyjne
- Olgierd Łukaszewicz (przewodniczący)[potrzebny przypis] – aktor
- Waldemar Krzystek – reżyser
- Adam Orzechowski – dyrektor Teatru Wybrzeże w Gdańsku
- Wojciech Tomczyk – dramatopisarz i scenarzysta
- Kalina Zalewska – teatrolog

### Laureaci

#### W kategorii słuchowisk Teatru PR
Grand Prix festiwalu – twórcy słuchowiska Von Bingen. Historia Prawdziwa Sandry Szwarc, zgłoszone do konkursu przez Program 1 Polskiego Radia;
- Sandra Szwarc – za tekst
- Waldemar Modestowicz – za reżyserię
- Maciej Kubera – za realizację akustyczną

Reżyseria
- Igor Gorzkowski – za spektakl Wampir według dramatu Wojciecha Tomczyka[35]

Scenariusz oryginalny
- Antoni Winch – za spektakl „Zagwazdrane żyćko. Rzecz o zakopiańskiej miłości”, reż. Łukasz Lewandowski

Scenariusz będący adaptacją
- Dariusz Błaszczyk – za spektakl Hymny według poezji Yunusa Emre[35]

Realizacja akustyczna (nagroda im. Janusza Hajduna)
- Andrzej Brzoska – słuchowiska Wampir i Hymny, zgłoszone do konkursu przez Teatr Polskiego Radia

Muzyka oryginalna lub opracowanie muzyczne
- Piotr Moss – za spektakl Śmierć w Wenecji, reż. Tomasz Man

Nagroda aktorska za rolę kobiecą
- Julia Kijowska – za rolę Hildegardy w słuchowisku Von Bingen. Historia Prawdziwa[35]

Nagroda aktorska za rolę męską
- Krzysztof Gosztyła – za rolę Yunusa Emre w słuchowisku Hymny według poezji Yunusa Emre

Konkurs słuchowisk dla dzieci i młodzieży (zorganizowany po raz pierwszy w historii festiwalu)
- Tam gdzie mieszka cisza Aleksandry Chmielewskiej, w reżyserii Anny Wieczur-Bluszcz, zrealizowane przez Radio Gdańsk[35]

Nagroda Honorowa im. Krzysztofa Zaleskiego – „za twórczość odrzucającą stereotypy i łatwe nowinki, umocowaną w pamięci i historii, dotyczącą problemów współczesności”
- Janusz Kukuła – za reżyserię słuchowiska Zegarek według opowiadania Jerzego Szaniawskiego

Honorowa nagroda zespołowa dla producenta słuchowisk, czyli Rozgłośni Regionalnej lub Programu Polskiego Radia za trafność i atrakcyjność propozycji repertuarowej
- Polskie Radio Katowice za „prezentację poezji Feliksa Netza, twórcy związanego z Rozgłośnią Regionalną Polskiego Radia w Katowicach”.

Nagroda im. Ireny i Tadeusza Byrskich „za spektakl wykorzystujący potencjał miejscowego środowiska artystycznego dla twórców słuchowiska zgłoszonego przez Rozgłośnie Regionalne Polskiego Radia” otrzymało słuchowisko Epitafium zgłoszone przez Polskie Radio Olsztyn
Nagroda Publiczności (przyznana po raz pierwszy w historii festiwalu)
- Janusz Kukuła – za reżyserię słuchowiska Zegarek według opowiadania Jerzego Szaniawskiego[35]

#### W kategorii spektakli Teatru TV
Grand Prix festiwalu – twórcy spektaklu Ich czworo Gabrieli Zapolskiej;
- Marcin Wrona – za reżyserię
- Marcin Koszałka – za zdjęcia
- Anna Wunderlich i Agata Przybył – za scenografię
- Małgorzata Kożuchowska – za rolę Żony
- Artur Żmijewski – za rolę Męża
- Agata Buzek – za rolę Panny Mani
- Maja Ostaszewska – za rolę Wdowy
- Mariusz Ostrowski – za rolę Fedyckiego

Reżyseria
- Jan Englert – spektakl Mąż i żona według powieści Aleksandra Fredry[35]

Oryginalny współczesny polski tekst dramatyczny lub adaptacja teatralna
- Zbigniew Brzoza i Wojciech Zrał-Kosssakowski – spektakl Obwód głowy, reż. Zbigniew Brzoza i Wojciech Zrał-Kosssakowski

Zdjęcia
- Witold Adamek – spektakle: Dom kobiet w reżyserii Wiesława Saniewskiego, Ja, Feuerbach w reż. Piotra Fronczewskiego oraz Mąż i żona w reż. Jana Englerta[35]

Nagroda za twórczą realizację telewizyjną
- Dariusz Pawelec – spektakl Tato, reż. Małgorzata Bogajewska

Scenografia
- Mateusz Kasprzak – spektakl Historyja o chwalebnym Zmartwychwstaniu Pańskim, reż. Piotr Tomaszuk

Muzyka oryginalna lub opracowanie muzyczne
- Bartłomiej Woźniak – spektakl Tato, reż. Małgorzata Bogajewska

Montaż
- Beata Barciś – spektakl Ich czworo Gabrieli Zapolskiej, reż. Marcin Wrona

Nagroda aktorska za rolę kobiecą (ex aequo)
- Beata Ścibakówna za rolę Elwiry w spektaklu Mąż i żona, reż. Jan Englert[35]
- Milena Suszyńska za rolę Justyny w spektaklu Mąż i żona, reż. Jan Englert[35]

Nagroda aktorska za rolę męską (ex aequo)
- Sławomir Orzechowski i Andrzej Zieliński – spektakl Ludzie i anioły Wiktora Szenderowicza, reż. Wojciech Adamczyk

Nagroda Honorowa im. Krzysztofa Zaleskiego – „za twórczość odrzucającą stereotypy i łatwe nowinki, umocowaną w pamięci i historii, dotyczącą problemów współczesności”
- Zbigniew Brzoza i Wojciech Zrał-Kosssakowski – spektakl Obwód głowy, reż. Zbigniew Brzoza i Wojciech Zrał-Kosssakowski

Honorowe wyróżnienia aktorskie
- Daniela Popławska – spektakl Obwód głowy, reż. Zbigniew Brzoza i Wojciech Zrał-Kosssakowski
- Anna Rokita – spektakl Tato, reż. Małgorzata Bogajewska
- Adam Szarek – spektakl Tato, reż. Małgorzata Bogajewska
- Marcel Wiercichowski – spektakl Tato, reż. Małgorzata Bogajewska

Nagroda Publiczności (przyznana po raz pierwszy w historii festiwalu)
- Krystyna Janda – za reżyserię spektaklu Damy i huzary według powieści Aleksandra Fredry[35]

#### Wielka Nagroda Festiwalu za wybitne kreacje aktorskie
Wielką Nagrodę Festiwalu „Dwa Teatry – Sopot 2016” za wybitne kreacje aktorskie w Teatrze Polskiego Radia i Teatrze Telewizji otrzymali Stanisława Celińska i Henryk Talar.

## 2017
XVII Festiwal Teatru Polskiego Radia i Teatru Telewizji Polskiej „Dwa Teatry – Sopot 2017” odbył się w dniach 19–21 czerwca 2017

### Jury
źródła: 

#### Jury radiowe
- Piotr Moss (przewodniczący)[potrzebny przypis] – kompozytor
- Krzysztof Gordon – aktor i reżyser
- Antoni Libera – pisarz i tłumacz
- Joanna Bachura-Wojtasik – medioznawca i teoretyk radia
- Henryk Rozen – aktor i reżyser

#### Jury telewizyjne
- Grażyna Barszczewska (przewodnicząca) – aktorka
- Włodek Pawlik – pianista, kompozytor i aranżer
- Tomasz Man – dramatopisarz i reżyser
- Maciej Pieprzyca – scenarzysta i reżyser filmowy
- Janusz Wiśniewski – reżyser, scenograf i grafik

### Laureaci

#### W kategorii słuchowisk Teatru PR
Grand Prix festiwalu – twórcy słuchowiska Lilla Weneda, zgłoszone do konkursu przez Program 2 Polskiego Radia
- Dariusz Błaszczyk – za reżyserię
- Dariusz Błaszczyk i Iwona Rusek – za adaptację
- Paweł Szaliński – za realizację akustyczną

Reżyseria
- Anna Wieczur-Bluszcz za reżyserię słuchowiska Lento rubato

Scenariusz oryginalny
- Marek Kochan za scenariusz słuchowiska Lento rubato w reż. Anny Wieczur-Bluszcz

Scenariusz będący adaptacją
- Andrzej Bart za scenariusz słuchowiska Fabryka muchołapek, reż. Andrzej Bart

Realizacja akustyczna (nagroda im. Janusza Hajduna)
- Andrzej Brzoska za realizację słuchowisk:

1. Tam gdzie rosną poziomki w reżyserii Mariusza Malca zgłoszone przez Program 1 Polskiego Radia
2. Nie jestem wielbłądem w reżyserii Marcina Trońskiego zgłoszone przez Program 2 Polskiego Radia
3. Zwierzęca zajadłość w reżyserii Tomasza Mana zgłoszone przez Program 3 Polskiego Radia
4. Fabryka muchołapek w reżyserii Andrzeja Barta zgłoszone przez Program 3 Polskiego Radia
5. Policja w reżyserii Martyny Quant zgłoszone przez Program 1 Polskiego Radia

Muzyka oryginalna lub opracowanie muzyczne
- Tomasz Obertyn za słuchowiska:

1. Supernova live w reżyserii Waldemara Modestowicza zgłoszone przez Program 3 Polskiego Radia
2. Panny z wilka w reżyserii Dariusza Błaszczyka zgłoszone przez Program 1 Polskiego Radia
3. Ten jeden moment przed świtem w reżyserii Waldemara Modestowicza zgłoszone przez Teatr Polskiego Radia

Nagroda aktorska za rolę kobiecą
- Danuta Stenka za rolę Gwinony w słuchowisku Lilla Weneda, reż. Dariusz Błaszczyk

Nagroda aktorska za rolę męską
- Stanisław Brudny za rolę w słuchowisku Ten jeden moment przed świtem, reż. Waldemar Modestowicz

Nagroda aktorska za drugoplanową rolę kobiecą
- Monika Kwiatkowska za rolę w słuchowisku Panny z wilka, reż. Dariusz Błaszczyk

Nagroda aktorska za drugoplanową rolę męską
- Zdzisław Wardejn za rolę w słuchowisku Policja, reż. Martyna Quant

Konkurs słuchowisk dla dzieci i młodzieży
- „Labirynt” Grzegorza Kasdepke w reżyserii Waldemara Modestowicza, zrealizowane przez Program 1 Polskiego Radia

Nagroda Honorowa im. Krzysztofa Zaleskiego – „za twórczość odrzucającą stereotypy i łatwe nowinki, umocowaną w pamięci i historii, dotyczącą problemów współczesności”
- Marcin Troński za reżyserię słuchowiska Nie jestem wielbłądem zgłoszonego przez Program 2 Polskiego Radia

Honorowa nagroda zespołowa dla producenta słuchowisk, czyli Rozgłośni Regionalnej lub Programu Polskiego Radia za trafność i atrakcyjność propozycji repertuarowej
- Program 2 Polskiego Radia

Nagroda im. Ireny i Tadeusza Byrskich „za spektakl wykorzystujący potencjał miejscowego środowiska artystycznego dla twórców słuchowiska zgłoszonego przez Rozgłośnie Regionalne Polskiego Radia” (ex eaquo)
- A był wśród nich jeden Samarytanin Jerzego Janusza Fąfary w reżyserii Grzegorza Styły zgłoszone przez Radio Rzeszów
- Świadectwo-piątka z Poznania w reżyserii Sylwestra Woronieckiego zgłoszone przez Radio Poznań i Radio Szczecin

Nagroda Publiczności
- Marcin Troński za reżyserię słuchowiska Nie jestem wielbłądem

#### W kategorii spektakli Teatru TV
Grand Prix festiwalu – twórcy spektaklu Posprzątane
- Agnieszka Lipiec-Wróblewska – za reżyserię
- Sarah Ruhl – za tekst
- Wiktoria Gorodeckaja – za rolę Any
- Dominika Kluźniak – za rolę Mathildy
- Aleksandra Konieczna – za rolę Virginii
- Agata Kulesza – za rolę Lane

Reżyseria
- Wawrzyniec Kostrzewski za reżyserię spektaklu Listy z Rosji

Oryginalny współczesny polski tekst dramatyczny lub adaptacja teatralna
- Maciej Wojtyszko za spektakl Narodziny Fryderyka Demuth, reż. Maciej Wojtyszko

Zdjęcia
- Jan Holoubek za spektakl Posprzątane, reż. Agnieszka Lipiec-Wróblewska

Nagroda za twórczą realizację telewizyjną
- Jan Englert za realizację spektaklu Śluby panieńskie, reż. Jan Englert

Scenografia
- Agnieszka Zawadowska i Krzysztof Benedek za spektakl Posprzątane, reż. Agnieszka Lipiec-Wróblewska

Muzyka oryginalna lub opracowanie muzyczne
- Andrzej Krauze za muzykę do spektaklu Totus tuus, reż. Paweł Woldan

Montaż
- Beata Barciś za spektakl Posprzątane, reż. Agnieszka Lipiec-Wróblewska

Nagroda aktorska za rolę kobiecą
- Joanna Szczepkowska za rolę w spektaklu Goła baba, reż. Joanna Szczepkowska

Nagroda aktorska za rolę męską
- Piotr Adamczyk za role w spektaklach: Posprzątane, reż. Agnieszka Lipiec-Wróblewska i Listy z Rosji, reż. Wawrzyniec Kostrzewski

Nagroda Honorowa im. Krzysztofa Zaleskiego – „za twórczość odrzucającą stereotypy i łatwe nowinki, umocowaną w pamięci i historii, dotyczącą problemów współczesności”
- Wawrzyniec Kostrzewski za reżyserię spektaklu Listy z Rosji

Honorowe wyróżnienia aktorskie
- Ireneusz Czop za rolę papieża Jana Pawła II w spektaklu Totus tuus, reż. Paweł Woldan
- Dominika Bednarczyk za rolę Jenny von Westphalen w spektaklu Narodziny Fryderyka Demuth, reż. Maciej Wojtyszko
- Agnieszka Podsiadlik za rolę Lipskiej w spektaklu „Traktat o miłości”, reż. Agata Puszcz

Nagroda Publiczności
- Wawrzyniec Kostrzewski za reżyserię spektaklu Listy z Rosji, reż. Wawrzyniec Kostrzewski

#### Wielka Nagroda Festiwalu za wybitne kreacje aktorskie
Wielką Nagrodę Festiwalu „Dwa Teatry – Sopot 2017” za wybitne kreacje aktorskie w Teatrze Polskiego Radia i Teatrze Telewizji otrzymali Ewa Dałkowska i Olgierd Łukaszewicz.

## 2018
XVIII Festiwal Teatru Polskiego Radia i Teatru Telewizji Polskiej „Dwa Teatry – Sopot 2018” odbył się w dniach 29 czerwca – 2 lipca 2018.

### Jury

#### Jury radiowe
- Piotr Müldner-Nieckowski (przewodniczący) – polski pisarz, lekarz, językoznawca
- Wojciech Tomczyk – polski dramaturg, scenarzysta, producent i krytyk filmowy
- Maria Pakulnis – aktorka
- Krzysztof Babicki – reżyser teatralny, dyrektor Teatru Miejskiego im. Witolda Gombrowicza w Gdyni
- Włodek Pawlik – pianista, kompozytor i aranżer

#### Jury telewizyjne
- Waldemar Krzystek (przewodniczący) – reżyser, scenarzysta
- Marek Chowaniec – scenograf
- Jacek Kopciński – polski historyk literatury, redaktor naczelny miesięcznika „Teatr” i krytyk teatralny
- Michał Kwieciński – reżyser, producent
- Halina Łabonarska – aktorka

### Laureaci

#### W kategorii słuchowisk Teatru PR
Grand Prix festiwalu – twórcy słuchowiska „Ordonka” zgłoszonego przez Program 2 Polskiego Radia
- Antoni Winch i Dariusz Błaszczyk – za tekst
- Dariusz Błaszczyk – za reżyserię
- Wiktoria Gorodeckaja – za rolę Hanki Ordonówny
- Paweł Szaliński – za realizację artystyczną

Reżyseria
- Tomasz Man za reżyserię słuchowiska „Idę, tylko zimno mi w stopy” zgłoszonego przez Teatr Polskiego Radia

Scenariusz oryginalny
- Antoni Libera za słuchowisko „Toccata C-dur” zgłoszone przez Program 2 Polskiego Radia

Scenariusz będący adaptacją
- Małgorzata Warsicka za scenariusz słuchowiska „Jądro ciemności” na podstawie prozy Josepha Conrada zgłoszonego przez Polskie Radio Kraków

Realizacja akustyczna (nagroda im. Janusza Hajduna)
- Andrzej Brzoska za realizację słuchowisk:

1. „Wojna światów 2050” zgłoszonego przez Program 3 Polskiego Radia,
2. „Dzień, w którym umarł Prokofiew” zgłoszonego przez Program 2 Polskiego Radia
3. „Pewnego dnia wszystko zmieści się w mniejszej torebce” zgłoszonego przez Program 3 Polskiego Radia

Muzyka oryginalna lub opracowanie muzyczne
- Dominic Muldowney za słuchowisko „Wojna światów 2050” w reż. Małgorzaty Żerwe i Dawida Mariowitza zgłoszone przez Program 3 Polskiego Radia

Nagroda aktorska za rolę kobiecą
- Anna Seniuk za rolę w słuchowisku „Długie życie” w reż. Waldemara Modestowicza zgłoszonym przez Program 1 Polskiego Radia

Nagroda aktorska za rolę męską
- Jerzy Trela za role w słuchowiskach:

1. „Serce ciemności” zgłoszonym przez Polskie Radio Kraków,
2. „Samotnik w teatrze” w reż. Wojciecha Markiewicza zgłoszonym przez Teatr Polskiego Radia
3. „Wesele – ja to czuję, ja to słyszę akt III” w reż. Jana Niemaszka zgłoszonym przez Polskie Radio Rzeszów

Nagroda aktorska za drugoplanową rolę kobiecą
- Dorota Landowska za rolę w słuchowisku „Idę, tylko zimno mi w stopy” w reż. Tomasza Mana zgłoszonym przez Teatr Polskiego Radia

Nagroda aktorska za drugoplanową rolę męską
- Szymon Kuśmider za rolę w słuchowisku „Dzień, w którym umarł Prokofiew” w reż. Dariusza Błaszczyka zgłoszonym przez Program 2 Polskiego Radia

Konkurs słuchowisk dla dzieci i młodzieży
Honorowe nagrody otrzymali: Katarzyna Dąbrowska i Sławomir Orzechowski za role w słuchowisku „Taki tchórz” w reż. Waldemara Modestowicza zgłoszonym przez Teatr Polskiego Radia
Nagrodę główną konkursu otrzymało słuchowisko „Piotruś Pan. Nibylandia” w reż. Anny Wieczur-Bluszcz zgłoszone przez Program 1 Polskiego Radia
Nagroda Honorowa im. Krzysztofa Zaleskiego – „za twórczość odrzucającą stereotypy i łatwe nowinki, umocowaną w pamięci i historii, dotyczącą problemów współczesności”
- „Kuferek” w reżyserii Henryka Rozena zgłoszone przez Polskie Radio Gdańsk

Honorowa nagroda zespołowa dla producenta słuchowisk, czyli Rozgłośni Regionalnej lub Programu Polskiego Radia za trafność i atrakcyjność propozycji repertuarowej
- Program 2 Polskiego Radia

Nagroda im. Ireny i Tadeusza Byrskich „za spektakl wykorzystujący potencjał miejscowego środowiska artystycznego dla twórców słuchowiska zgłoszonego przez Rozgłośnie Regionalne Polskiego Radia”
- „Zachwyceni” w przekładzie Łukasza Staniszewskiego w reż. Marka Markiewicza i Jaromira Wroniszewskiego zgłoszone przez Polskie Radio Olsztyn

Nagroda Publiczności
- Kuferek Wojciecha Fułka w reżyserii Henryka Rozena zgłoszone przez Polskie Radio Gdańsk

#### W kategorii spektakli Teatru TV
Grand Prix festiwalu – twórcy spektaklu „Inspekcja”
- Grzegorz Królikiewicz i Jacek Raginis-Królikiewicz – za oryginalny tekst dramatyczny
- Jacek Raginis-Królikiewicz – za reżyserię
- Mariusz Ostrowski – za rolę Zarubina
- Marian Zawaliński – za scenografię
- Adam Bajerski – za zdjęcia
- Michał Lorenc – za muzykę

Reżyseria
- Jan Englert za reżyserię spektaklu „Spiskowcy” (na podstawie powieści W oczach Zachodu Josepha Conrada)

Oryginalny współczesny polski tekst dramatyczny lub adaptacja teatralna
- Wojciech Tomczyk za dramat „Marszałek” w reż. Krzysztofa Langa

Zdjęcia
- Piotr Wojtowicz za spektakle „Spiskowcy” w reż. Jana Englerta i „Pan Jowialski” Aleksandra Fredry w reż. aktora Artura Żmijewskiego

Nagroda za twórczą realizację telewizyjną
- reżyserka Agnieszka Glińska i autor zdjęć Wojciech Staroń za twórczą realizację telewizyjną spektaklu „Pożegnania” według prozy Stanisława Dygata

Scenografia
- Arkadiusz Kośmider za spektakl „Pan Jowialski” Aleksandra Fredry w reż. aktora Artura Żmijewskiego

Muzyka oryginalna lub opracowanie muzyczne
- Piotr Nazaruk za spektakl „Bóg Niżyński” w reż. Piotra Tomaszuka

Montaż
- Milenia Fiedler za spektakle „Marszałek” w reż. Krzysztofa Langa i „Spiskowcy” w reż. Jana Englerta

Nagroda aktorska za rolę kobiecą (ex aequo)
- Maria Pakulnis za rolę Victorii w spektaklu „Victoria” Joanny Murray-Smith w reż. Ewy Pytki
- Agnieszka Warchulska za rolę Gerdy w spektaklu „Alibi” w reż. Łukasza Wylężałka

Nagroda aktorska za rolę męską
- Mariusz Bonaszewski za role w spektaklach „Marszałek” w reż. Krzysztofa Langa i „Spiskowcy” w reż. Jana Englerta

Nagroda Honorowa im. Krzysztofa Zaleskiego – „za twórczość odrzucającą stereotypy i łatwe nowinki, umocowaną w pamięci i historii, dotyczącą problemów współczesności”
- „Wujek 81. Czarna ballada” w reżyserii Roberta Talarczyka

Honorowe wyróżnienia aktorskie
- Beata Fudalej za rolę Maryny w spektaklu „Pożegnania” w reżyserii Agnieszki Glińskiej
- Małgorzata Kocik za rolę Marii w spektaklu „Żabusia” w reżyserii Anny Wieczur-Bluszcz
- Wojciech Solarz za rolę Autora w spektaklu „Okno na tamtą stronę” w reżyserii Artura Hofmana

Nagroda Stowarzyszenia ZAiKS (przyznana po raz pierwszy w historii festiwalu)
- Jan Maria Tomaszewski

Nagroda aktorska prezesa oraz zarządu głównego ZASP (przyznana po raz pierwszy w historii festiwalu)
- Ewa Dałkowska i Edyta Jungowska za role w spektaklu „Lekcje miłości” w reż. Rafała Sabary

Nagroda Publiczności
- „Rio” Marka Kochana w reż. Redbada Klynstry-Komarnickiego

#### Wielka Nagroda Festiwalu za wybitne kreacje aktorskie
Wielką Nagrodę Festiwalu „Dwa Teatry – Sopot 2018” za wybitne kreacje aktorskie w Teatrze Polskiego Radia i Teatrze Telewizji otrzymali Barbara Krafftówna i Franciszek Pieczka.

## 2019
XIX Festiwal Teatru Polskiego Radia i Teatru Telewizji Polskiej „Dwa Teatry – Sopot 2019” odbył się w dniach 24–27 maja 2019.

### Jury

#### Jury radiowe
- Cezary Harasimowicz (przewodniczący) – polski scenarzysta, aktor, dramaturg i pisarz
- Igor Gorzkowski – reżyser i dramaturg, współzałożyciel Studia Teatralnego Koło
- Jacek Kopciński – polski historyk literatury, dramatolog i krytyk teatralny, redaktor naczelny miesięcznika „Teatr”.
- Maciej Małecki – polski kompozytor i pianista, także pedagog
- Małgorzata Kożuchowska – aktorka

#### Jury telewizyjne
- Wojciech Tomczyk (przewodniczący) – reżyser, scenarzysta
- Andrzej Haliński – scenograf
- Jacek Raginis-Królikiewicz – reżyser, scenarzysta, autor słuchowisk radiowych i dziennikarz Programu 1 Polskiego Radia
- Wojciech Nowak – scenarzysta, reżyser filmowy i telewizyjny
- Michał Kotański – reżyser teatralny

### Laureaci

#### W kategorii słuchowisk Teatru PR
Grand Prix festiwalu – słuchowisko „Wielka improwizacja” zgłoszone przez Program 2 Polskiego Radia:
- Wojciech Tomczyk – za tekst,
- Janusz Zaorski – za reżyserię,
- Andrzej Brzoska – za realizację akustyczną,
- Piotr Fronczewski – za rolę Kazimierza,
- Jerzy Radziwiłowicz – za rolę Gustawa,
- Andrzej Mastalerz – za role Spikera i Guślarza.

Reżyseria
- Tomasz Man za słuchowisko „Mojżesz-remix” zgłoszone przez Program 3 Polskiego Radia.

Scenariusz oryginalny
- Marta Rebzda za słuchowisko „Żaba” w reż. Waldemara Modestowicza zgłoszone przez Teatr Polskiego Radia.

Scenariusz będący adaptacją
- Iwona Borawska za słuchowisko „Wątpliwości profesora Carstena” według tekstu Grzegorza Borosa zgłoszone przez Polskie Radio Gdańsk.

Realizacja akustyczna (nagroda im. Janusza Hajduna)
- Andrzej Brzoska za realizację słuchowisk:

1. „Smuga Cienia” w reż. Dariusza Błaszczyka zgłoszonego przez Program 2 Polskiego Radia,
2. „0-2-0” w reż. Jana Warenyci zgłoszonego przez Teatr Polskiego Radia,
3. „Mojżesz-remix” w reż. Tomasza Mana zgłoszonego przez Program 3 Polskiego Radia,
4. „Elektra” w reż. Mariusza Malca zgłoszonego przez Teatr Polskiego Radia.

Muzyka oryginalna lub opracowanie muzyczne
- Aleksander Dębicz za muzykę do słuchowiska „Anna Karenina” w reż. Katarzyny Michałkiewicz zgłoszonego przez Teatr Polskiego Radia.

Honorowe wyróżnienia za muzykę otrzymali:
- Ignacy Zalewski za muzykę w słuchowisku „Sen” w reż. Jerzego Machowskiego zgłoszonym przez Program 1 Polskiego Radia
- Jerzy Rogiewicz, Paweł Szamburski i Patryk Zakrocki za muzykę w słuchowisku „Tangibile. RadioOpera” w reż. Anny Wieczur-Bluszcz zgłoszonym przez Program 2 Polskiego Radia.

Nagroda aktorska za rolę kobiecą
- Wiktoria Gorodeckaja za rolę Anny w słuchowisku „Anna Karenina” w reż. Kasi Michałkiewicz zgłoszonego przez Teatr Polskiego Radia.

Nagroda aktorska za rolę męską (ex eaquo)
- Andrzej Chyra za rolę Mojżesza w słuchowisku „Mojżesz-remix” w reż. Tomasza Mana zgłoszonego przez Program 3 Polskiego Radia,
- Ryszard Doliński za rolę Michała Zalewskiego w słuchowisku „Życie na zderzaku” w reż. Waldemara Modestowicza zgłoszonym przez Polskie Radio Białystok.

Nagroda aktorska za drugoplanową rolę kobiecą
- Ewa Kaim za rolę córki w słuchowisku „Suflerka” w reż. Józefa Opalskiego zgłoszonym przez Polskie Radio Kraków.

Nagroda aktorska za drugoplanową rolę męską
- Mateusz Smaczny za rolę Józefa w słuchowisku „Życie na zderzaku” w reż. Waldemara Modestowicza zgłoszonym przez Polskie Radio Białystok.

Nagroda Honorowa im. Krzysztofa Zaleskiego – „za twórczość odrzucającą stereotypy i łatwe nowinki, umocowaną w pamięci i historii, dotyczącą problemów współczesności”
- „Szczegółowa teoria życia i umierania” w reż. Michała Zdunika zgłoszone przez Program 1 Polskiego Radia.

Honorowa nagroda zespołowa dla producenta słuchowisk, czyli Rozgłośni Regionalnej lub Programu Polskiego Radia za trafność i atrakcyjność propozycji repertuarowej
- Polskie Radio Kraków

Nagroda im. Ireny i Tadeusza Byrskich „za spektakl wykorzystujący potencjał miejscowego środowiska artystycznego dla twórców słuchowiska zgłoszonego przez Rozgłośnie Regionalne Polskiego Radia”
- „Jacyś złośliwi Bogowie zakpili z nas okrutnie” w reż. Doroty Segdy zgłoszone przez Polskie Radio Kraków.

Nagroda aktorska prezesa oraz zarządu głównego ZASP
- Monika Pikuła za rolę w słuchowisku „Nie-miejsce” w reż. Anny Wieczur-Bluszcz zgłoszonym przez Program 3 Polskiego Radia.

Nagroda Publiczności
- „Przegrane życie” Lechosława Stefaniaka w reż. Iwony Borawskiej i Andrzeja Żaka zgłoszone przez Polskie Radio Gdańsk.

#### W kategorii spektakli Teatru TV
Grand Prix festiwalu – spektakl „Wesele”:
- Wawrzyniec Kostrzewski – za reżyserię
- Grzegorz Małecki – za rolę Gospodarza
- Agnieszka Suchora – za rolę Radczyni
- Michał Czernecki – za rolę Czepca
- Tomasz Schuchardt – za rolę Dziennikarza
- Adam Bajerski – za zdjęcia
- Jakub Motylewski – za montaż

Reżyseria
- Marek Bukowski za spektakl „Dołęga-Mostowicz, kiedy zamykam oczy”.

Oryginalny współczesny polski tekst dramatyczny lub adaptacja teatralna
- Jarosław Jakubowski za spektakle „Generał” w reż. Aleksandry Popławskiej i Marka Kality oraz „Znaki” w reż. Artura Tyszkiewicza.

Zdjęcia
- Piotr Wojtowicz za spektakle:

1. „Jednocześnie” w reż. Artura Tyszkiewicza,
2. „Lato” w reż. Jana Englerta,
3. „Znaki” w reż. Artura Tyszkiewicza.

Nagroda za twórczą realizację telewizyjną
- Aleksandra Popławska i Marek Kalita za reżyserię oraz Adam Sikora za zdjęcia do spektaklu „Generał”.

Scenografia
- Wojciech Żogała za spektakl „Dołęga-Mostowicz, kiedy zamykam oczy” w reż. Marka Bukowskiego.

Muzyka oryginalna lub opracowanie muzyczne
- Piotr Moss za spektakl „Lato” w reż. Jana Englerta.

Montaż
- Marek Król za spektakl „Dołęga-Mostowicz, kiedy zamykam oczy” w reż. Marka Bukowskiego.

Kostiumy (przyznana po raz pierwszy w historii festiwalu)
- Katarzyna Adamczyk za spektakl „Ekspedycja” w reż. Wojciecha Adamczyka.

Nagroda za debiut w Teatrze TV (przyznana po raz pierwszy w historii festiwalu)
- Piotr Derewenda i Jakub Pączek za autorstwo spektaklu „Rejtan. Druga strona drzwi” w reż. Jakuba Pączka.

Nagroda aktorska za rolę kobiecą (ex eaquo)
- Dominika Kluźniak za role w spektaklach „Lato” w reż. Jana Englerta i „Wesele” w reż. Wawrzyńca Kostrzewskiego,
- Marta Ścisłowicz za rolę Alicji w spektaklu „Znaki” w reż. Artura Tyszkiewicza.

Nagroda aktorska za rolę męską (ex eaquo)
- Grzegorz Małecki za role w spektaklach „Wesele” w reż. Wawrzyńca Kostrzewskiego, „Lato” w reż. Jana Englerta i „Znaki” w reż. Artura Tyszkiewicza,
- Przemysław Stippa za role w spektaklach „Znaki” i „Jednocześnie” w reż. Artura Tyszkiewicza oraz „Wesele” w reż. Wawrzyńca Kostrzewskiego.

Nagroda Honorowa im. Krzysztofa Zaleskiego – „za twórczość odrzucającą stereotypy i łatwe nowinki, umocowaną w pamięci i historii, dotyczącą problemów współczesności”
- „Matki” w reż. Pawła Passiniego.

Honorowe wyróżnienia aktorskie
- Paulina Gałązka za rolę Aszantki w spektaklu „Aszantka” w reż. Jarosława Tumidajskiego,
- Lidia Sadowa za rolę Zofii Soboty w spektaklu „Człowiek, który zatrzymał Rosję” w reż. Tomasza Drozdowicza,
- Marcin Frac za rolę Torupa w spektaklu „Lato” w reż. Jana Englerta.

Nagroda aktorska prezesa oraz zarządu głównego ZASP
- Ewa Wiśniewska za role w spektaklach „Lato” w reż. Jana Englerta i „Paradiso” w reż. Andrzeja Strzeleckiego.

Nagroda Publiczności
- „Paradiso” w reż. Andrzeja Strzeleckiego.

#### Wielka Nagroda Festiwalu za wybitne kreacje aktorskie
Wielką Nagrodę Festiwalu „Dwa Teatry – Sopot 2019” za wybitne kreacje aktorskie w Teatrze Polskiego Radia i Teatrze Telewizji otrzymali Halina Łabonarska i Jan Englert.

## 2021
Festiwal Dwa Teatry w 2021 został przeniesiony z Sopotu do Zamościa.
20. Festiwal Teatru Polskiego Radia i Teatru Telewizji Polskiej „Dwa Teatry 2021” odbywał się od 17 do 20 września.
Festiwalowi towarzyszyły spotkania z twórcami, aktorami, przedstawicielami świata kultury. Publiczność festiwalu wysłuchała również fragmentów dzieł wybitnych polskich pisarzy: Stanisława Lema, Tadeusza Różewicza, Cypriana Kamila Norwida oraz Krzysztofa Kamila Baczyńskiego.

### Jury[49]

#### Jury radiowe
- Krzysztof Szuster (przewodniczący) – polski aktor, reżyser teatralny, przedsiębiorca i hodowca koni.
- Igor Gorzkowski – reżyser i dramaturg, współzałożyciel Studia Teatralnego Koło
- Jacek Kopciński – polski historyk literatury, dramatolog i krytyk teatralny, redaktor naczelny miesięcznika „Teatr”.
- Michał Jacaszek – polski artysta dźwiękowy, producent muzyczny, autor eksperymentalnej muzyki elektroakustycznej.
- Grażyna Barszczewska – aktorka

#### Jury telewizyjne
- Elżbieta Wrotnowska-Gmyz (przewodnicząca) – dyrektorka Instytutu Teatralnego im. Zbigniewa Raszewskiego
- Antoni Libera – polski pisarz, tłumacz, reżyser teatralny, krytyk literacki, znawca twórczości Samuela Becketta
- Artur Tyszkiewicz – polski reżyser teatralny, dubbingowy oraz słuchowisk radiowych.
- Włodek Pawlik – polski kompozytor
- Magdalena Zawadzka – aktorka

### Laureaci

#### W kategorii słuchowisk Teatru PR
Grand Prix festiwalu – słuchowisko „Wyszedł z domu” zgłoszone przez Program 2 Polskiego Radia:
- Szymon Kuśmider – za reżyserię i adaptację,
- Paweł Szaliński – za realizację akustyczną,
- Danuta Stenka – za rolę Ewy
- Piotr Adamczyk – za rolę Henryka
- Paweł Krucz – za rolę Młodego

Reżyseria
- Mariusz Bieliński za słuchowisko „Ojcze nasz” zgłoszone przez Teatr Polskiego Radia.

Scenariusz oryginalny
- Marta Rebzda za słuchowisko „Popsute” w reż. Waldemara Modestowicza zgłoszone przez Teatr Polskiego Radia.

Scenariusz będący adaptacją
- Michał Zdunik za słuchowisko „Rzeczy których nie wyrzuciłem” według tekstu Marcina Wichy zgłoszone przez Program 1 Polskiego Radia.

Realizacja akustyczna (nagroda im. Janusza Hajduna)
- Andrzej Brzoska za realizację słuchowisk:

1. „Popioły” Samuela Becketta w reżyserii Antoniego Libery zgłoszonego przez Program 3 Polskiego Radia,
2. „Nakarmić kamień” na podstawie prozy Bronki Nowickiej w reżyserii Artura Urbańskiego zgłoszonego przez Program 1 Polskiego Radia,
3. „Wyjście w wiadomym celu do drugiego pokoju” Jarosława Mikołajewskiego w reżyserii Wojciecha Malajkata zgłoszonego przez Teatr Polskiego Radia.

Muzyka oryginalna lub opracowanie muzyczne
- Michał Braszak za muzykę i opracowanie muzyczne do słuchowiska „Nikt nie uciecze” w reżyserii Wiesława Hołdysa zgłoszonego przez Radio Kraków.

Nagroda aktorska za rolę kobiecą
- Joanna Jeżewska za rolę w słuchowisku „Spalenie Joanny” na podstawie dramatu Magdaleny Miecznickiej w reż. Łukasza Lewandowskiego zgłoszonym przez Program 2 Polskiego Radia.

Nagroda aktorska za rolę męską (ex eaquo)
- Franciszek Pieczka za rolę Króla Leara w słuchowisku „Krół Lear” w reż. Mariusza Malca zgłoszonym przez Teatr Polskiego Radia,
- Ignacy Gogolewski za rolę Mieczysława Widaja w słuchowisku Wacława Holewińskiego „Nim wypowiesz słowo, jesteś jego panem” w reż. Cezarego Morawskiego zgłoszonym przez Teatr Polskiego Radia.

Nagroda aktorska za drugoplanową rolę kobiecą
- Lidia Sadowa za słuchowiska: „Popsute” Marty Rebzdy w reż. Waldemara Modestowicza zgłoszone przez Teatr Polskiego Radia i „Oni” Stanisława Ignacego Witkiewicza w reż. Szymona Kuśmidera zgłoszone przez Program 2 Polskiego Radia.

Nagroda aktorska za drugoplanową rolę męską
- Adam Woronowicz za słuchowisko „Papież” w reż. Tomasza Mana zgłoszone przez Program 3 Polskiego Radia.

Nagroda za debiut dramatopisarski w Teatrze Polskiego Radia (po raz pierwszy w historii festiwalu)
- Mateusz Żaboklicki za słuchowisko "Pacierz. Nościerz" w reż. Anny Wieczur-Bluszcz zgłoszone przez Program 3 Polskiego Radia.

Honorowa nagroda zespołowa dla producenta słuchowisk, czyli Rozgłośni Regionalnej lub Programu Polskiego Radia za trafność i atrakcyjność propozycji repertuarowej
- Program 2 Polskiego Radia

Nagroda im. Ireny i Tadeusza Byrskich „za słuchowisko wykorzystujący potencjał miejscowego środowiska artystycznego dla twórców słuchowiska zgłoszonego przez Rozgłośnie Regionalne Polskiego Radia”
1. „Ostry dyżur” zgłoszone przez Radio Gdańsk,
2. „Wakacje 1939” zgłoszone przez Radio Lublin,
3. „Ślady na śniegu” zgłoszone przez Radio Olsztyn.

Nagroda im. Romualda Cieślaka dla nieartystycznych pracowników Polskiego Radia (po raz pierwszy w historii festiwalu)
- Beata Jankowska

Nagroda aktorska prezesa oraz zarządu głównego ZASP
- Jadwiga Jankowska-Cieślak za rolę w dramacie „Oni” Stanisława Ignacego Witkiewicza zgłoszonym przez Program 2 Polskiego Radia
- Andrzej Mastalerz za rolę w słuchowisku „Pacierz. Nościerz” Mateusza Żaboklickiego zgłoszonym przez Program 3 Polskiego Radia.

Dodatkowo przyznano honorowe nagrody za rolę kobiecą w słuchowisku „Prymas” autorstwa i w reżyserii Piotra Skotnickiego dla Anny Seniuk i za rolę męską w słuchowiskach „Ostatni list” Iwony Rusek oraz „Nieznany żołnierz” Piotra Skotnickiego dla Stanisława Brudnego.

#### W kategorii spektakli Teatru TV
Grand Prix festiwalu – spektakl „Dzień gniewu” autorstwa Romana Brandstaettera w reż. Jacka Raginisa-Królikiewicza:
- Jacek Raginis-Królikiewicz – za reżyserię
- Radosław Pazura – za rolę przeora klasztoru
- Rafał Gąsowski – za rolę komendanta SS Borna
- Jan Marczewski – za rolę Emanuela Blatta
- Natalia Rybicka – za rolę Julii Chomin
- Daniel Olbrychski – za rolę Konspiratora
- Przemysław Niczyporuk – za zdjęcia

Reżyseria
- Igor Gorzkowski za spektakl „Inny świat” według prozy Gustawa Herlinga-Grudzińskiego.

Oryginalny współczesny polski tekst dramatyczny lub adaptacja teatralna
- Wojciech Tomczyk – za „Imperium” w reż. Roberta Talarczyka i Maciej Wojtyszko – za „Ni z tego, ni z owego”.

Zdjęcia
- Piotr Wojtowicz za spektakl „W małym dworku” w reż. Jana Englerta.

Nagroda za twórczą realizację telewizyjną
- Józef Kowalewski za „Szekspir Forever!” – monodram Andrzeja Seweryna w reżyserii aktora.

Scenografia
- Arkadiusz Kośmider za spektakl „W małym dworku” w reż. Jana Englerta.

Muzyka oryginalna lub opracowanie muzyczne (ex eaquo)
- Marcin i Stanisław Szczycińscy za muzykę do spektaklu „Dzień gniewu” w reż. Jacka Raginisa-Królikiewicza,
- Piotr Moss za muzykę do spektaklu „W małym dworku” w reż. Jana Englerta.

Montaż
- Szymon Sabarański za montaż do spektaklu „Dzień gniewu” w reż. Jacka Raginisa-Królikiewicza.

Kostiumy
- Dorota Roqueplo za kostiumy do spektaklu „Lewiatan” Borysa Akunina w reż. Bartosza Konopki.

Nagroda aktorska za rolę kobiecą (ex eaquo)
- Ewa Dałkowska za role Matki Pierwszej Matki Drugiej i Babiny w spektaklu „Badyle” w reż. Andrzeja Barańskiego,
- Monika Buchowiec za rolę Marii Juszkiewiczowej w spektaklu „Ni z tego, ni z owego” w reż. Macieja Wojtyszki.

Nagroda aktorska za rolę męską (ex eaquo)
- Jan Englert za rolę ojca w spektaklu „W małym dworku”,
- Andrzej Mastalerz za rolę Dimki w spektaklu „Inny świat” w reż. Igora Gorzkowskiego.

Honorowe wyróżnienia aktorskie
- Rafał Fudalej za rolę Józefa Bylejaka w spektaklu „Cud biednych ludzi” Mariana Hemara w reż. Zbigniewa Lesienia,
- Zbigniew Waleryś za rolę księdza w spektaklu „Cud biednych ludzi” Mariana Hemara w reż. Zbigniewa Lesienia,
- Maciej Tomaszewski za rolę obrońcy w spektaklu „Cud biednych ludzi” Mariana Hemara w reż. Zbigniewa Lesienia.

Nagroda aktorska prezesa oraz zarządu głównego ZASP
- Nagrodę specjalną ZASP-u za role żeńską i męską w Teatrze Telewizji otrzymali Małgorzata Rożniatowska i Zbigniew Waleryś.

Ponadto jury telewizyjne przyznało pozaregulaminową nagrodę dla spektaklu „Cud biednych ludzi” za odkrycie tekstu Hemara oraz odważną i uniwersalną rozmowę na temat wiary.

#### Wielka Nagroda Festiwalu za wybitne kreacje aktorskie
Wielką Nagrodę Festiwalu „Dwa Teatry – Zamość 2021” za wybitne kreacje aktorskie w Teatrze Polskiego Radia i Teatrze Telewizji otrzymali Ewa Wiśniewska i Jerzy Zelnik.

## 2022
Festiwal Dwa Teatry w 2022 po raz drugi odbył się w Zamościu.
21. Festiwal Teatru Polskiego Radia i Teatru Telewizji Polskiej „Dwa Teatry 2022” odbył się od 10 do 13 czerwca.
Oprócz spektakli i słuchowisk konkursowych w bogatym programie znalazły się także wydarzenia towarzyszące takie jak: wystawa Laureatów Wielkich Nagród, koncert Izabeli Połońskiej i Adama Struga, coroczna Arlekinada, dwa archiwalne przedstawienia Jerzego Afanasjewa: „Młyn na wzgórzu” oraz „Klucz i anioły.” Na żywo pokazany zostanie również spektakl Przemysława Tejkowskiego „A ponad kulami nad ziemią latały brylanty. Rzecz o Krzysztofie Kamilu Baczyńskim.”
W programie tegorocznego festiwalu znalazły się także spotkania z aktorami, koncerty, wystawy oraz imprezy dla dzieci.

### Jury[55]

#### Jury radiowe
- Jacek Kopciński (przewodniczący) – krytyk teatralny
- Magdalena Miecznicka – pisarka, publicystka
- Jarosław Gajewski – aktor, pedagog
- Krzysztof Herdzin – kompozytor, producent muzyczny
- Maciej Wojtyszko – reżyser, pisarz

#### Jury telewizyjne
- Halina Łabonarska (przewodnicząca) – aktorka
- Hadrian Filip Tabęcki – kompozytor, producent muzyczny
- Wojciech Tomczyk – dramaturg, scenarzysta
- Jerzy Zelnik – aktor, reżyser
- Elżbieta Wrotnowska-Gmyz – dyrektorka Instytutu Teatralnego im. Zbigniewa Raszewskiego

### Laureaci[56][57]

#### W kategorii słuchowisk Teatru PR
Grand Prix festiwalu – słuchowisko „Edyp w Kolonos” autorstwa Sofoklesa zgłoszone przez Program 1 Polskiego Radia:
- Antoni Libera – za tłumaczenie,
- Mariusz Malec – za reżyserię i adaptację,
- Andrzej Brzoska – za realizację akustyczną,
- Mikołaj Trzaska – za muzykę

Reżyseria
- Waldemar Modestowicz za słuchowisko „Gra w życie” zgłoszone przez Program 1 Polskiego Radia.

Scenariusz oryginalny
- Marta Rebzda za słuchowisko „Dobro wraca podwójnie” w reż. Waldemara Modestowicza zgłoszone przez Teatr Polskiego Radia.

Scenariusz będący adaptacją
- Tadeusz Kabicz za słuchowisko „Ciało moje” zgłoszone przez Program 1 Polskiego Radia.

Realizacja akustyczna (nagroda im. Janusza Hajduna)
- Andrzej Brzoska za realizację słuchowiska „Krakus” w reżyserii Dariusza Błaszczyka zgłoszonego przez Program 2 Polskiego Radia.

Muzyka oryginalna lub opracowanie muzyczne
- zespół Bastarda za muzykę do słuchowiska „Krakus” w reżyserii Dariusza Błaszczyka zgłoszonego przez Program 2 Polskiego Radia.

Nagroda aktorska za rolę kobiecą
- Karolina Gruszka za rolę w słuchowisku „Ciało moje” w reż. Tadeusza Kabicza zgłoszonym przez Program 1 Polskiego Radia.

Nagroda aktorska za drugoplanową rolę kobiecą
- Wiktoria Gorodeckaja za rolę Ciotki w słuchowisku „Piesek przydrożny – powrót” Czesława Miłosza w reż. Romualda Wiczy-Pokojskiego zgłoszonym przez Program 3 Polskiego Radia

Nagroda aktorska za rolę męską
- Michał Żurawski za rolę Kelvina w słuchowisku „Solaris” w reż. Jarosława Tumidajskiego zgłoszonym przez Program 1 Polskiego Radia.

Nagroda aktorska za drugoplanową rolę męską
- Mariusz Bonaszewski za rolę Snauta w słuchowisku „Solaris” Stanisława Lema w reż. Jarosława Tumidajskiego zgłoszonym przez Program 1 Polskiego Radia.

Honorowa nagroda zespołowa dla producenta słuchowisk, czyli Rozgłośni Regionalnej lub Programu Polskiego Radia za trafność i atrakcyjność propozycji repertuarowej
- Program 1 Polskiego Radia

Nagroda im. Ireny i Tadeusza Byrskich „za słuchowisko wykorzystujące potencjał miejscowego środowiska artystycznego dla twórców słuchowiska zgłoszonego przez Rozgłośnie Regionalne Polskiego Radia”
- Słuchowisko „Brama” zgłoszone przez Radio Olsztyn.

Nagroda aktorska prezesa oraz zarządu głównego ZASP
- Wiktoria Gorodeckaja za rolę Ciotki w słuchowisku „Piesek przydrożny – powrót” Czesława Miłosza w reż. Romualda Wiczy-Pokojskiego zgłoszonym przez Program 3 Polskiego Radia
- Mariusz Bonaszewski za rolę Snauta w słuchowisku „Solaris” Stanisława Lema w reż. Jarosława Tumidajskiego zgłoszonym przez Program 1 Polskiego Radia.

Nagroda Honorowa im. Krzysztofa Zaleskiego – „za twórczość odrzucającą stereotypy i łatwe nowinki, umocowaną w pamięci i historii, dotyczącą problemów współczesności”
- Słuchowisko „Zgodna rodzina” w reż. Marii Brzezińskiej zgłoszone przez Radio Lublin.

Nagroda Publiczności
- Słuchowisko „Zgodna rodzina” w reż. Marii Brzezińskiej zgłoszone przez Radio Lublin.

#### W kategorii spektakli Teatru TV
Grand Prix festiwalu – spektakl „Król Edyp” autorstwa Sofoklesa w reż. Jacka Raginisa-Królikiewicza:
- Jacek Raginis-Królikiewicz – za reżyserię
- Marek Nędza – za rolę Edypa
- Mariusz Jakus – za rolę Kreona
- Marcin Czarnik – za rolę Koryfeusza
- Antoni Wojnar – za muzykę
- Andrzej Musiał – za zdjęcia

Reżyseria
- Andrzej Barański za spektakl „Stara kobieta wysiaduje”.

Oryginalny polski tekst dramatyczny lub adaptacje teatralne
- Maciej Dancewicz i Marek Bukowski – za spektakl „Krawiec” w reż. Marka Bukowskiego.

Zdjęcia
- Arkadiusz Tomiak za spektakle „Krawiec” w reż. Marka Bukowskiego i „Stryjeńska. Let’s dance Zofia” Angeliki Kuźniak, w reżyserii Mariusza Bonaszewskiego i Anny Dudy.

Scenografia
- Marek Chowaniec za spektakl „Balladyna” w reż. Wojciecha Adamczyka.

Nagroda za twórczą realizację telewizyjną
- Marek Bik za spektakl „Akompaniator” Anny Burzyńskiej w reż. Adama Sajnuka.

Montaż
- Szymon Sabarański za montaż do spektaklu „Król Edyp” w reż. Jacka Raginisa-Królikiewicza.

Kostiumy
- Marta Grudzińska za kostiumy do spektaklu „Krawiec” w reż. Marka Bukowskiego.

Muzyka oryginalna lub opracowanie muzyczne
- Tomasz Sroczyński za muzykę do spektaklu „Matka odchodzi” w reż. Przemysława Stippy.

Nagroda aktorska za rolę kobiecą
- Magdalena Kuta za rolę w spektaklu „Matka odchodzi” w reż. Przemysława Stippy.

Nagroda aktorska za rolę męską
- Piotr Polk za rolę w spektaklu „Akompaniator” Anny Burzyńskiej w reż. Adama Sajnuka.

Nagroda Honorowa im. Krzysztofa Zaleskiego – „za twórczość odrzucającą stereotypy i łatwe nowinki, umocowaną w pamięci i historii, dotyczącą problemów współczesności”
- „Stara kobieta wysiaduje” w reż. Andrzeja Barańskiego.

Nagroda Publiczności
- „Misja Lolka Skarpetczaka” Tomasza Trojanowskiego w reżyserii Anny Wieczur-Bluszcz.

Ponadto Rada Mediów Narodowych uhonorowała statuetką Feniksa spektakl „Krawiec” w reż. Marka Bukowskiego.
Wyróżnienia specjalne Związku Artystów Scen Polskich powędrowały do aktorów: Lidii Sadowej za rolę Goplany w telewizyjnej realizacji „Balladyny” oraz Lecha Łotockiego za kreacje Bezdomnego w „Polowaniu na karaluchy” Janusza Głowackiego w reżyserii Michała Szcześniaka i Tejrezjasza w „Królu Edypie” Sofoklesa w reżyserii Jacka Raginisa-Królikiewicza.

#### Wielka Nagroda Festiwalu za wybitne kreacje aktorskie
Wielką Nagrodę Festiwalu „Dwa Teatry – Zamość 2022” za wybitne kreacje aktorskie w Teatrze Polskiego Radia i Teatrze Telewizji otrzymali Magdalena Zawadzka i Andrzej Mastalerz.

## 2023
Festiwal Dwa Teatry w 2023 po raz trzeci odbył się w Zamościu.
22. Festiwal Teatru Polskiego Radia i Teatru Telewizji Polskiej „Dwa Teatry 2023” odbył się od 16 do 19 czerwca.

### Jury[60]

#### Jury radiowe
- Wiktoria Gorodeckaja (przewodnicząca) – aktorka
- Jarosław Gajewski – aktor, pedagog
- Andrzej Mastalerz – aktor
- Jacek Kopciński – krytyk teatralny
- Ignacy Zalewski – kompozytor

#### Jury telewizyjne
- Jacek Raginis-Królikiewicz (przewodniczący) – reżyser, scenarzysta, autor słuchowisk radiowych i dziennikarz Programu 1 Polskiego Radia
- Agnieszka Lipiec-Wróblewska – scenarzystka, reżyserka teatralna, telewizyjna i filmowa
- Magdalena Kuta – aktorka
- Elżbieta Wrotnowska-Gmyz – dyrektorka Instytutu Teatralnego im. Zbigniewa Raszewskiego
- Jarosław Jakubowski – polski poeta, prozaik, dramatopisarz, krytyk literacki, dziennikarz

### Laureaci[61][62]

#### W kategorii słuchowisk Teatru PR
Grand Prix festiwalu – słuchowisko „Post Mortem. Historia Zofii Dwornik” autorstwa Mikołaja Szczęsnego zgłoszone przez Radio Łódź:
- Mikołaj Szczęsny – za reżyserię i adaptację,
- Sebastian Adamkiewicz – za tekst
- Sandra Korzeniak – za rolę Zofii Dwornik,
- Marcin Nenko – za muzykę i opracowanie muzyczne,
- Andrzej Papajak – za realizację akustyczną

Reżyseria
- Łukasz Lewandowski za słuchowisko „Taki co umiera” zgłoszone przez Program 2 Polskiego Radia.

Scenariusz oryginalny
- Ingmar Villqist za słuchowisko „Niebo” zgłoszone przez Program 1 Polskiego Radia.

Realizacja akustyczna (nagroda im. Janusza Hajduna)
- Zdzisław Wasilewski za realizację słuchowiska „Mesjasz. Bruno Schulz” autorstwa Małgorzaty Sikorskiej-Miszczuk zgłoszonego przez Radio Białystok.

Muzyka oryginalna lub opracowanie muzyczne
- Andrzej Izdebski za muzykę do słuchowiska „Taki co umiera” w reżyserii Łukasza Lewandowskiego zgłoszonego przez Program 2 Polskiego Radia.

Nagroda aktorska za rolę kobiecą
- Grażyna Misiorowska za rolę starej kobiety w słuchowisku „Stara kobieta wysiaduje” w reż. Przemysława Tejkowskiego zgłoszonym przez Radio Rzeszów.

Nagroda aktorska za rolę męską
- Bartłomiej Topa za rolę inspektora Decise w słuchowisku „Sidła” w reż. Aleksandry Głogowskiej zgłoszonym przez Radio dla Ciebie.

Nagroda im. Ireny i Tadeusza Byrskich „za słuchowisko wykorzystujące potencjał miejscowego środowiska artystycznego dla twórców słuchowiska zgłoszonego przez Rozgłośnie Regionalne Polskiego Radia”
- Słuchowisko „Fedrus. Pisarz Niewolnik” zgłoszone przez Radio Koszalin i słuchowisko „Porwanie Baltazara Gąbki” zgłoszone przez Radio Kraków.

Nagroda Honorowa im. Krzysztofa Zaleskiego – „za twórczość odrzucającą stereotypy i łatwe nowinki, umocowaną w pamięci i historii, dotyczącą problemów współczesności”
- Słuchowisko „Obrazki litewskie” Hercusa Kunčiusa w reż. Marii Brzezińskiej zgłoszone przez Radio Lublin.

Nagroda Publiczności
- Słuchowisko „Sidła” w reż. Aleksandry Głogowskiej zgłoszone przez Radio dla Ciebie.

#### W kategorii spektakli Teatru TV
Grand Prix festiwalu – spektakl „Judasz z Kariothu” autorstwa Karola Huberta Rostworowskiego w reż. Igora Gorzkowskiego:
- Igor Gorzkowski – za reżyserię
- Łukasz Lewandowski – za rolę Judasza
- Wiktoria Gorodeckaja – za rolę Racheli
- Jarosław Żamojda – za zdjęcia

Reżyseria
- Wawrzyniec Kostrzewski za spektakl „Dialog o narodzeniu”.

Oryginalny polski tekst dramatyczny lub adaptacje teatralne
- Anna Burzyńska – za spektakl „Wiera Gran” w reż. Barbary Sass.

Zdjęcia
- Wojciech Suleżycki za spektakle „Dialog o narodzeniu” w reż. Wawrzyńca Kostrzewskiego i „Konrad Wallenrod” w reż. Jerzego Machowskiego.

Scenografia
- Aleksandra Reda i Klaudia Klimka za spektakl „Konrad Wallenrod” w reż. Jerzego Machowskiego.

Nagroda za twórczą realizację telewizyjną
- Witold Płóciennik za spektakl „A planety szaleją” w reż. Anny Sroki-Hryń.

Montaż
- Jakub Motylewski za montaż do spektaklu „Konrad Wallenrod” w reż. Jerzego Machowskiego.

Kostiumy
- Anna Adamek i Maks Mac za kostiumy do spektaklu „Dialog o narodzeniu” w reż. Wawrzyńca Kostrzewskiego.

Muzyka oryginalna lub opracowanie muzyczne
- Barbara Derlak i Piotr Łabonarski za muzykę do spektaklu „Dialog o narodzeniu” w reż. Wawrzyńca Kostrzewskiego.

Nagroda aktorska za rolę kobiecą
- Wiktoria Gorodeckaja za rolę Racheli w spektaklu „Judasz z Kariothu” w reż. Igora Gorzkowskiego.

Nagroda aktorska za rolę męską
- Cezary Pazura za rolę Wielkiego Księcia w spektaklu „Kordian” Anny Burzyńskiej w reż. Zbigniewa Lesienia.

Nagroda Honorowa im. Krzysztofa Zaleskiego – „za twórczość odrzucającą stereotypy i łatwe nowinki, umocowaną w pamięci i historii, dotyczącą problemów współczesności”
- „A planety szaleją” w reż. Anny Sroki-Hryń.

Nagroda Publiczności
- „A planety szaleją” w reż. Anny Sroki-Hryń.

Nagrody specjalne powędrowały do Lidii Sadowej za role: Puka w „Śnie nocy letniej” W. Shakespeare’a w reżyserii Wojciecha Adamczyka i Pameli w „Rewolwerze” A. Fredry, również w reżyserii Wojciecha Adamczyka i do Filipa Kosiora za rolę tytułową w „Kordianie” J. Słowackiego, w reżyserii Zbigniewa Lesienia.

#### Wielka Nagroda Festiwalu za wybitne kreacje aktorskie
Wielką Nagrodę Festiwalu „Dwa Teatry – Zamość 2023” za wybitne kreacje aktorskie w Teatrze Polskiego Radia i Teatrze Telewizji otrzymali Zofia Kucówna i Krzysztof Wakuliński.

## 2024
Festiwal Dwa Teatry w 2024 powrócił do Sopotu.
23. Festiwal Teatru Polskiego Radia i Teatru Telewizji Polskiej „Dwa Teatry 2024” odbył się od 22 do 24 czerwca.

### Jury[65][66]

#### Jury radiowe
- Anna Wieczur-Bluszcz (przewodnicząca) – polska reżyserka teatralna, filmowa i radiowa, scenarzystka, coach
- Dorota Landowska – aktorka
- Joanna Bachura-Wojtasik – dr, adiunkt w Katedrze Dziennikarstwa i Komunikacji Społecznej Uniwersytetu Łódzkiego, medioznawca, teoretyk radia
- Malina Prześluga – polska dramatopisarka i pisarka
- Piotr Salaber – polski kompozytor, pianista i dyrygent

#### Jury telewizyjne
- Anna Augustynowicz (przewodnicząca) – reżyserka teatralna i telewizyjna
- Andrzej Grabowski – aktor
- Maria Pakulnis – aktorka
- Michał Walczak – dramatopisarz i scenarzysta
- Łukasz Gutt – operator, artysta sztuk wizualnych

### Laureaci[67][68]

#### W kategorii słuchowisk Teatru PR
Grand Prix festiwalu – słuchowisko „Siostra Hioba” autorstwa Marty Rebzdy zgłoszone przez Program 1 Polskiego Radia:
- Waldemar Modestowicz – za reżyserię,
- Marta Rebzda – za tekst
- Anna Dereszowska – za rolę siostry Hioba,
- Maciej Kubera – za realizację akustyczną
- Piotr Moss – za opracowanie muzyczne lub muzykę,

Reżyseria
- Maciej Wiktor za słuchowisko „Ci” zgłoszone przez Radio Kraków.

Scenariusz oryginalny
- Tomasz Man za słuchowisko „Nie przyszedłem przynieść pokoju, ale miecz” zgłoszone przez Program 3 Polskiego Radia i słuchowisko „Mała piętnastka” zgłoszone przez Program 1 Polskiego Radia.

Scenariusz będący adaptacją
- Tadeusz Kabicz za słuchowisko „Kroki” zgłoszone przez Program 1 Polskiego Radia.

Realizacja akustyczna (nagroda im. Janusza Hajduna)
- Wojciech Gruszka za realizację słuchowiska „Ci” zgłoszone przez Radio Kraków.

Muzyka oryginalna lub opracowanie muzyczne
- (ex eaquo) Michał Zdunik za muzykę do słuchowiska „Głosy ciemności” w reżyserii Michała Zdunika zgłoszonego przez Radio Białystok i Cezary Reinert za muzykę do słuchowiska „Mała piętnastka” zgłoszone przez Program 1 Polskiego Radia.

Nagroda aktorska za rolę kobiecą
- (ex eaquo) Anna Seniuk za rolę Matki w słuchowisku „Nie przyszedłem przynieść pokoju, ale miecz” w reżyserii Tomasza Mana  zgłoszone przez Program 3 Polskiego Radia i Olga Sarzyńska za rolę Córki w tym samym słuchowisku.

Nagroda aktorska za drugoplanową rolę kobiecą
- Sara Lityńska za rolę Antonii w słuchowisku „Godzien litości” zgłoszone przez Program 2 Polskiego Radia.

Nagroda aktorska za rolę męską
- Mariusz Bonaszewski za rolę w słuchowisku „Mała piętnastka” zgłoszone przez Program 1 Polskiego Radia.

Nagroda aktorska za drugoplanową rolę męską
- Piotr Adamczyk za rolę Fryzjera Bonifacego w słuchowisku „Cudowne przygody Pana Pinzla Rudego” w reż. Aleksandry Głogowskiej zgłoszone przez Radio dla Ciebie.

Honorowa nagroda zespołowa dla producenta słuchowisk, czyli Rozgłośni Regionalnej lub Programu Polskiego Radia za trafność i atrakcyjność propozycji repertuarowej
- Program 1 Polskiego Radia

Nagroda Honorowa im. Krzysztofa Zaleskiego – „za twórczość odrzucającą stereotypy i łatwe nowinki, umocowaną w pamięci i historii, dotyczącą problemów współczesności”
- Słuchowisko „Ci” zgłoszone przez Radio Kraków.

Nagroda Publiczności
- Słuchowisko „Kroki” zgłoszone przez Program 1 Polskiego Radia.

#### W kategorii spektakli Teatru TV
Grand Prix festiwalu – spektakl „1989” autorstwa Marcina Napiórkowskiego, Katarzyny Szyngiery i Mirosława Wlekłego w reżyserii Katarzyny Szyngiery:
- Katarzyna Szyngiera – za reżyserię
- Józef Kowalewski – za realizację
- Andrzej „Webber” Mikosz – za muzykę
- Karolina Kazoń (DANUSIA – Danuta Wałęsa)
- Rafał Szumera (LECHU – Lech Wałęsa)
- Katarzyna Zawiślak-Dolny (KRYSIA – Krystyna Frasyniuk)
- Agnieszka Kościelniak (KRYSIA – Krystyna Frasyniuk, dublerka)
- Mateusz Bieryt (WŁADEK – Władysław Frasyniuk)
- Magdalena Osińska (GAJA – Grażyna Kuroń)
- Marcin Czarnik (JACEK – Jacek Kuroń)
- Daniel Malchar (BOGDAN – Bogdan Borusewicz)
- Karolina Kamińska (ALINA – Alina Pieńkowska)
- Dominika Feiglewicz (HENRYKA – Henryka Krzywonos)
- Małgosia Majerska (ANNA – Anna Walentynowicz)
- Julia Latosińska (ZOFIA – Zofia Romaszewska, Danuta Kuroń, TOPOLA, CÓRKA WŁADKA)
- Rafał Dziwisz (GENERAŁ – Wojciech Jaruzelski, NAZISTA – Erich Koch)
- Dominik Stroka (PREMIER – Mieczysław Jagielski, SEKRETARZ – Tadeusz Fiszbach, MINISTER – Czesław Kiszczak)
- Antek Sztaba (ARAM – Aram Rybicki, ALEKSANDER – Aleksander Kwaśniewski, WRONA – Erich Honecker)
- Wojciech Dolatowski (JERZY – Jerzy Borowczak, WRONA – Nicolae Ceaușescu, DZIAŁACZ ZWIĄZKOWY – Alfred Miodowicz, PROFESOR – Janusz Reykowski)
- Bartosz Bandura (WRONA – Leonid Breżniew, Todor Żiwkow), PROFESOR – Bronisław Geremek)
- Paulina Narożnik
- Dasha Melekh oraz zespół taneczny

Grand Prix festiwalu – spektakl „Zapiski z wygnania” autorstwa Sabiny Baral w reżyserii Magdy Umer:
- Magda Umer – za reżyserię
- Krystyna Janda – za nadzwyczajną kreację aktorską
- Janusz Bogacki – za opracowanie muzyczne
- Piotr Wojtowicz – za zdjęcia

Reżyseria
- Katarzyna Minkowska za spektakl „Cudzoziemka”.

Oryginalny polski tekst dramatyczny lub adaptacje teatralne
- ex eaquo Artur Pałyga za utwór „Hotel Korfanty”, w reżyserii Roberta Talarczyka i Piotr Rowicki za utwór „W maju się nie umiera”, w reżyserii Anny Gryszkówny.

Zdjęcia
- Arkadiusz Tomiak za spektakl „Powiem wam jak zginął” w reż. Marka Bukowskiego.

Scenografia
- Katarzyna Sobańska i Marcel Sławiński za spektakle „Apetyt na czereśnie” (reż. Anna Sroka-Hryń) i „Hotel Korfanty” (reż. Robert Talarczyk).

Nagroda za twórczą realizację telewizyjną
- Józef Kowalewski za spektakle „1989” Marcina Napiórkowskiego, Katarzyny Szyngiery i Mirosława Wlekłego, w reżyserii Katarzyny Szyngiery oraz „Cudzoziemka” Marii Kuncewiczowej, w reżyserii Katarzyny Minkowskiej.

Montaż
- Szymon Sabarański za spektakl „Powiem wam, jak zginął” (reż. Marek Bukowski).

Kostiumy
- Arek Ślesiński za kostiumy do spektaklu „1989” w reż. Katarzyny Szyngiery.

Muzyka oryginalna lub opracowanie muzyczne
- Wojciech Frycz za muzykę do spektaklu „Cudzoziemka”.

Nagroda aktorska za rolę kobiecą
- Alona Szostak za rolę Róży w spektaklu „Cudzoziemka” (reż. Katarzyna Minkowska).

Nagroda aktorska za rolę męską
- (ex eaquo) Arkadiusz Brykalski za rolę w spektaklu „Apetyt na czereśnie” (reż. Anna Sroka-Hryń) oraz Michał Sikorski za rolę Władzia w spektaklu „Cudzoziemka” (reż. Katarzyna Minkowska).

Nagroda Honorowa im. Krzysztofa Zaleskiego – „za twórczość odrzucającą stereotypy i łatwe nowinki, umocowaną w pamięci i historii, dotyczącą problemów współczesności”
- „Hotel Korfanty” w reż. Roberta Talarczyka.

Nagroda Publiczności
- „1989” w reż. Katarzyny Szyngiery.

Nagrodę za odwagę twórczą otrzymała Katarzyna Szyngiera za reżyserię spektaklu „1989” Marcina Napiórkowskiego, Katarzyny Szyngiery i Mirosława Wlekłego.
Jury przyznało ponadto dwa honorowe wyróżnienia aktorskie:
- Maja Kowalska – za rolę Muszki w „Skizie” (reż. Wojciech Adamczyk).
- Monika Roszko – za rolę córki Marty w „Cudzoziemce” (reż. Katarzyna Minkowska).

#### Wielka Nagroda Festiwalu za wybitne kreacje aktorskie
Wielką Nagrodę Festiwalu „Dwa Teatry – Sopot 2024” za wybitne kreacje aktorskie w Teatrze Polskiego Radia i Teatrze Telewizji otrzymali Joanna Szczepkowska i Adam Ferency.

#### Laureaci nagrody specjalnej na 70-lecie Teatru Telewizji
Laureatami nagrody specjalnej na 70-lecie Teatru Telewizji zostali Jerzy Antczak i Olga Lipińska.

## 2025
24. Festiwal Teatru Polskiego Radia i Teatru Telewizji Polskiej „Dwa Teatry 2025” odbył się od 27 do 30 czerwca.

### Jury[72][73]

#### Jury radiowe
- Grażyna Wolszczak (przewodnicząca) – aktorka
- Wawrzyniec Kostrzewski – polski reżyser i scenarzysta teatralny i telewizyjny
- Mateusz Dębski – polski kompozytor i pianista
- Łukasz Drewniak – krytyk teatralny, redaktor, moderator, selekcjoner i konsultant
- Artur Pałyga – polski dramaturg, scenarzysta, pisarz, poeta, dziennikarz i pedagog

#### Jury telewizyjne
- Agata Buzek (przewodnicząca) – aktorka
- Michał Kwieciński – reżyser teatralny i telewizyjny
- Dariusz Pawelec – realizator telewizyjny specjalizujący się w Teatrach Telewizji i koncertach muzycznych, a także operator i reżyser filmów dokumentalnych
- Manuela Gretkowska – polska pisarka, felietonistka, scenarzystka filmowa i działaczka społeczna
- Barbara Hanicka – scenografka i pedagog

### Laureaci[74][75]

#### W kategorii słuchowisk Teatru PR
Grand Prix festiwalu – słuchowisko „Kochaj” autorstwa Tomasza Mana zgłoszone przez Teatr Polskiego Radia:
- Tomasz Man – za reżyserię i tekst
- Andrzej Chyra – za główną rolę
- Paweł Romańczuk – za muzykę

Reżyseria
- Waldemar Modestowicz za słuchowisko „Dwa pukle włosów” zgłoszone przez Teatr Polskiego Radia.

Scenariusz oryginalny — ex aequo dla dwóch twórców
- Piotr Skotnicki za słuchowisko „Stan euforii” zgłoszone przez Program I Polskiego Radia i Zbigniew Rokita za słuchowisko „Nikaj” w reż. R. Talarczyka zgłoszone przez Radio Katowice.

Scenariusz będący adaptacją
- Michał Zdunik za słuchowisko „Kanał” zgłoszone przez Program 2 Polskiego Radia.

Realizacja akustyczna (nagroda im. Janusza Hajduna)
- Agnieszka Szczepańczyk za słuchowiska „Stan euforii” w reż. P. Skotnickiego i „Kanał” w reż. M. Zdunika zgłoszone odpowiednio przez Program 1 Polskiego Radia i Program 2 Polskiego Radia.

Muzyka oryginalna lub opracowanie muzyczne — ex aequo dla dwóch twórców
- Michał Zdunik za muzykę oryginalną i opracowanie muzyczne do słuchowiska „Kanał” zgłoszonego przez Program 2 Polskiego Radia oraz Miuosh za muzykę oryginalną i opracowanie muzyczne do słuchowiska „Nikaj” Z. Rokity w reż. R. Talarczyka zgłoszonego  przez Radio Katowice.

Nagroda aktorska za rolę kobiecą
- Sandra Korzeniak za rolę Zofii Straszybot w słuchowisku „Czarownica” zgłoszonym przez Radio Łódź.

Nagroda aktorska za drugoplanową rolę kobiecą ex aequo dla dwóch aktorek
- Sara Lityńska za rolę Stokrotki w słuchowisku „Kanał” w reż. M. Zdunika zgłoszone przez Program II Polskiego Radia oraz Maria Kłusek za rolę Halinki w tym samym słuchowisku.

Nagroda aktorska za rolę męską ex aequo dla dwóch aktorów
- Piotr Adamczyk za rolę w słuchowisku „Stan euforii” w reż. P. Skotnickiego zgłoszone przez Program 1 Polskiego Radia oraz Dariusz Chojnacki za rolę Pyjtera w słuchowisku „Nikaj” w reż. R. Talarczyka zgłoszone przez Radio Katowice.

Nagroda aktorska za drugoplanową rolę męską
- Wiesław Sławik za rolę Opy w słuchowisku „Nikaj” w reż. R. Talarczyka zgłoszone przez Radio Katowice.

Honorowa nagroda zespołowa dla producenta słuchowisk, czyli Rozgłośni Regionalnej lub Programu Polskiego Radia za trafność i atrakcyjność propozycji repertuarowej
- Radio Łódź za słuchowisko „Czarownica”.

Honorowa nagroda aktorska
- Maja Komorowska za rolę Matki w słuchowisku „Klątwa” w reż. T. Cyza.

Nagroda Honorowa im. Krzysztofa Zaleskiego – „za twórczość odrzucającą stereotypy i łatwe nowinki, umocowaną w pamięci i historii, dotyczącą problemów współczesności”
- Słuchowisko „Dwa pukle włosów” zgłoszone przez Teatr Polskiego Radia.

Nagroda Publiczności
- Słuchowisko „Nikt nie jest doskonały” zgłoszone przez Radio Poznań.

#### W kategorii spektakli Teatru TV
Grand Prix festiwalu – spektakl „Piękna Zośka” w reżyserii Marcina Wierzchowskiego:
- Marcin Wierzchowski – za reżyserię
- Maciej Bogdański – za tekst
- Justyna Bilik i Marcin Wierzchowski – za scenariusz
- Marta Zalewska – za muzykę

Grand Prix festiwalu – spektakl „Wiara nadzieja miłość” autorstwa Ö. von Horvátha w reżyserii Agnieszki Glińskiej:
- Agnieszka Glińska – za reżyserię i scenariusz
- Maria Kania – za nadzwyczajną kreację aktorską
- Jan Duszyński – za muzykę
- Maciej Edelman – za zdjęcia

Reżyseria
- Małgorzata Bogajewska za spektakl „Wizyta starszej Pani”.

Oryginalny polski tekst dramatyczny lub adaptacje teatralne
- Jakub Sieczko za spektakl „Pogo” w reż. Kingi Dębskiej.

Zdjęcia
- Maciej Edelman za spektakle „Wiara nadzieja miłość” Ö. von Horvátha w reż. A. Glińskiej oraz „Biedermann i podpalacze” M. Frischa w reż. J. Holoubka.

Scenografia
- Jagna Janicka za scenografię do spektaklu „Wiara nadzieja miłość”.

Nagroda za twórczą realizację telewizyjną
- Tomasz Motyl za twórczą realizację telewizyjną spektaklu „Piękna Zośka” w reż. M. Wierzchowskiego.

Montaż
- Krzysztof Komander za montaż spektaklu „Winny” S. Brejdyganta w adapt. i reż. W. Smarzowskiego.

Kostiumy
- Magda Mucha za kostiumy do spektaklu „Piękna Zośka” w reż. M. Wierzchowskiego.

Muzyka oryginalna lub opracowanie muzyczne
- Radosław Luka za muzykę do spektaklu „Pogo” w reż. Kingi Dębskiej.

Nagroda za debiut w Teatrze Telewizji
- Karolina Kowalska  za rolę Zofii Paluchowej w spektaklu „Piękna Zośka” w reż. M. Wierzchowskiego.

Nagroda aktorska za rolę kobiecą w spektaklu oryginalnym Teatru Telewizji ex eaquo
- Małgorzata Hajewska-Krzysztofik za rolę Klary Zachanassian w spektaklu „Wizyta starszej pani” F. Dürrenmatt w reż. M. Bogajewskiej oraz Maria Kania za rolę Marii w spektaklu „Wiara nadzieja miłość” Ö. von Horváth w reż. Agnieszki Glińskiej.

Nagroda aktorska za rolę męską w spektaklu oryginalnym Teatru Telewizji
- Stanisław Brejdygant za rolę Bartka Sowińskiego w spektaklu „Winny”.

Nagroda aktorska za rolę kobiecą w spektaklu przeniesionym z teatru
- Grażyna Bułka za rolę Hanki w spektaklu „Mianujom mie Hanka” w reż. M. Neinerta.

Nagroda aktorska za rolę męską w spektaklu przeniesionym z teatru ex eaquo
- Jan Englert za rolę Witolda Gombrowicza w spektaklu „Dowód na istnienie drugiego” w reż. M. Wojtyszko oraz Piotr Biedroń za rolę Macieja Palucha w spektaklu „Piękna Zośka” w reż. M. Wierzchowskiego.

Nagroda Honorowa im. Krzysztofa Zaleskiego – „za twórczość odrzucającą stereotypy i łatwe nowinki, umocowaną w pamięci i historii, dotyczącą problemów współczesności”
- „Jak nie zabiłem swojego ojca i bardzo tego żałuję” w reż. Mateusza Pakuły.

Nagroda Publiczności
- Spektakl „Mianujom mie Hanka” w reż. M. Neinerta.

#### Wielka Nagroda Festiwalu za wybitne kreacje aktorskie
Wielką Nagrodę Festiwalu „Dwa Teatry – Sopot 2025” za wybitne kreacje aktorskie w Teatrze Polskiego Radia i Teatrze Telewizji otrzymali Anna Dymna i Jerzy Radziwiłowicz.

#### Laureaci nagrody specjalnej
Laureatami nagrody specjalnej zostali Ewa Szałkowska i Stanisław Zajączkowski.